# エリザベス2世

エリザベス2世（エリザベスにせい、Elizabeth the Second、1926年4月21日 - 2022年9月8日）は、イギリスのウィンザー朝第4代女王（在位: 1952年2月6日 - 2022年9月8日）。また、英連邦王国及び王室属領・海外領土の君主およびイングランド国教会の首長であった。

## 年譜
1926年4月21日、父方の祖父である国王ジョージ5世治世下のイギリスにおいて、首都ロンドンのメイフェアで、ヨーク公アルバート王子（後の国王ジョージ6世）とエリザベス妃（スコットランド貴族第14代ストラスモア＝キングホーン伯爵クロード・ボーズ＝ライアン末娘）の第1子・長女として誕生。宮廷内で育てられた。
1936年12月11日、父のアルバート王子の兄で自身の伯父であるエドワード8世が退位し（王冠をかけた恋）、父がジョージ6世としてイギリス国王に即位すると、エリザベス王女は推定相続人（王位継承順位第1位）となった。また、第二次世界大戦中に英国女子国防軍に所属して公務に携わるようになった。
1947年に、フィリップ・マウントバッテンと結婚。2人の間にはチャールズ（第1子/第1王子）、アン（第2子/第1王女）、アンドルー（第3子/第2王子）、エドワード（第4子/第3王子）の4人の子女(3男1女)が誕生した。
1952年2月6日、父の国王ジョージ6世が崩御し、1701年王位継承法に基づき、25歳の若年にして「女王エリザベス2世（Queen Elizabeth II）」としてイギリス女王（君主）に即位した。なお、夫のフィリップは共同君主・共同統治者ではなく、「Prince Consort（いわゆる王配）」の称号を持たなかった。1953年6月2日に執り行われた自身の戴冠式は史上初めてテレビ中継された。
イギリス女王に即位したことにより、イギリス連邦に加盟する独立国家7か国、すなわち、グレートブリテン及び北アイルランド連合王国（イギリス）、カナダ、オーストラリア、ニュージーランド、南アフリカ連邦、パキスタン、セイロンの女王（国王）になった。ただ、連合王国女王のレルムに属する国家および領土の数は1956年から1992年までに独立あるいは共和制移行により少しずつ減少していった。例えば、1956年3月23日には共和制移行によってパキスタン女王の称号を失った。
エリザベス2世の存命中は、上記の国々のうち君主制が存続する4か国（英、加、豪、NZ）に加え、ジャマイカ、バハマ、グレナダ、パプアニューギニア、ソロモン諸島、ツバル、セントルシア、セントビンセント・グレナディーン、ベリーズ、アンティグア・バーブーダ、セントクリストファー・ネイビスの合計16か国それぞれが、英連邦王国としてエリザベス2世を君主（国家元首）としていた。クック諸島など、上記の国と自由連合制をとる国や、王室属領でもエリザベス2世を元首としていた。また、共和制国家を含むコモンウェルス・オブ・ネイションズ（英連邦）には50か国以上が名を連ね、エリザベス2世はその元首（コモンウェルス首長）として連帯の象徴であった。
2011年のアイルランド共和国への公式訪問や、ローマ教皇との間の相互訪問など、多くの歴史的な訪問および会見をこなしただけでなく、イギリスにおける権限委譲（地方分権）やカナダ憲法におけるパトリエーションのように、立憲君主制下での重大な憲法改正を自身の治世で目の当たりにしてきた。
この他の個人的な出来事としては、4人の子女(3男1女)の誕生と結婚、および8人(4男4女)の孫と12人(5男7女)の曾孫の誕生、長男チャールズ3世のプリンス・オブ・ウェールズの叙任（立太子の礼に相当）、そして自身の在位25周年記念式典（シルバー・ジュビリー：1977年）、在位40周年記念式典（ルビー・ジュビリー：1992年）、在位50周年記念式典（ゴールデン・ジュビリー：2002年）、在位60周年記念式典（ダイヤモンド・ジュビリー：2012年）、在位65周年記念式典（サファイア・ジュビリー：2017年）、在位70周年記念式典（プラチナ・ジュビリー：2022年）と、それぞれの祝事を経験した。
2007年4月21日、81歳となり高祖母たるヴィクトリア女王を抜いて、イギリス史上最高齢の君主になった。
2015年1月23日にはサウジアラビア国王のアブドゥッラー・ビン・アブドゥルアズィーズが90歳で崩御したことにより、88歳（当時）で存命する在位中の君主の中で世界最高齢になった。
2015年9月9日には、在位期間が63年と216日となり、高祖母であるヴィクトリア女王を抜いてイギリス史上最長在位の君主となった。
2016年4月21日に90歳の誕生日を迎えたが公務への意欲は衰えず、晩年まで積極的に取り組んでいた。彼女が2015年度に常時の住居であるバッキンガム宮殿やウィンザー城などの宮殿や居城で接遇した人数は9万6000人に及ぶ。イギリスでは年度ごとの叙勲者には、君主が一人ひとりに勲章や記章を手渡すことが慣例となっており、この頃には長男のチャールズ皇太子（後の国王チャールズ3世）や孫の一人であるウィリアム王子もこれを担うようになってはいたがそれでも彼女がこなす公務は年間200件を越えていた。また、医療や福祉の充実、科学や芸術の振興、教育や歴史的文化財の保護、動物保護や環境保全などの団体の会長や総裁を務めた。関係する団体は、イギリス本国だけではなく、カナダ、オーストラリア、ニュージーランドなど英連邦王国構成国をはじめ世界16か国にまたがり、2016年8月時点で648団体にのぼった。
2016年10月13日にはラーマ9世（タイ王国国王）の崩御により、2022年4月21日時点（96歳）、存命の君主では世界第1位の長期在位君主となった。
2022年6月13日には在位期間が70年と127日となり、タイのラーマ9世前国王（在位：1946年-2016年）の記録を抜き、フランス国王ルイ14世（在位：1643年-1715年）に次ぐ世界史上第2位の長期在位君主となった。
2022年9月8日15時10分(BST)、静養先のスコットランドのバルモラル城で老衰により崩御。96歳と140日没、在位期間は70年と214日で、イギリス史上、そして世界の女性君主史上最高齢かつ最長在位の君主であった。

## 来歴

### 生い立ち

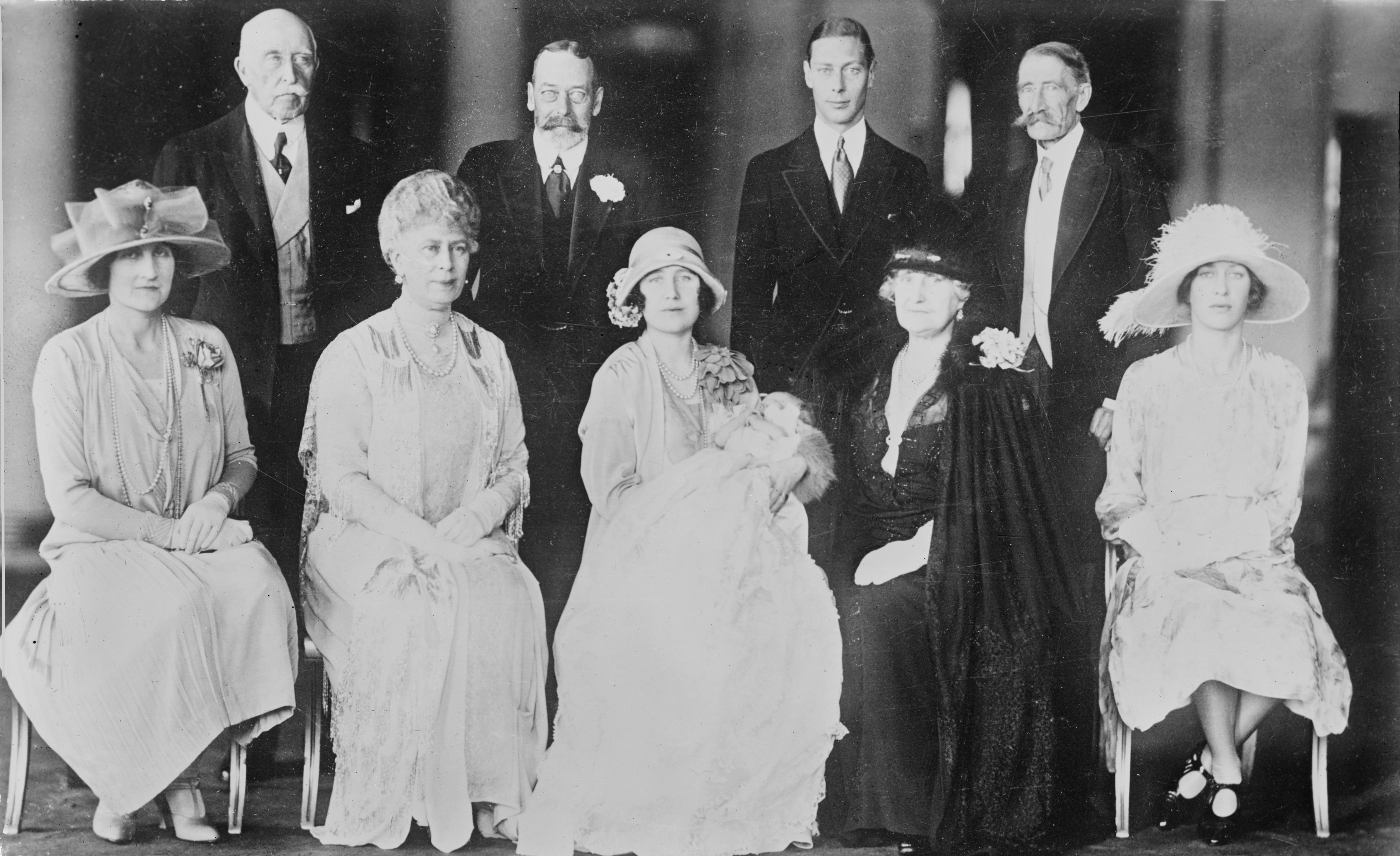
1926年5月29日、洗礼式で代父母達との記念撮影
後列左から：コノート公アーサー、父方祖父ジョージ5世、父ヨーク公アルバート、母方祖父ストラスモア伯
前列左から：エルフィンストーン男爵夫人、父方祖母メアリー王妃、母エリザベスに抱かれたエリザベス王女、母方祖母ストラスモア伯夫人、メアリー王女。

国王ジョージ5世と王妃メアリーの次男ヨーク公アルバート王子（後の国王ジョージ6世）は、妹メアリー王女の結婚式で花嫁介添人を務めたエリザベス（スコットランド貴族の第14代ストラスモア伯爵クロード・ボーズ＝ライアンの末女）と、1923年4月26日にウェストミンスター寺院で結婚した。ヨーク公アルバートは、1925年に開催された大英帝国博覧会の総裁を務め、この頃、妃エリザベスの懐妊が判明した。
翌1926年4月21日午前2時40分（BST）、ロンドン市内のメイフェア地区ブルートン・ストリート17番地に所在する母方の祖父の家において、ヨーク公夫妻の間に、第一子・長女として誕生する。出産は帝王切開であった。
4月27日、ヨーク公夫妻は、母エリザベス妃、祖母メアリー王妃、そして1925年11月に崩御したばかりの曾祖母アレクサンドラ王妃から名を取って「エリザベス・アレクサンドラ・メアリー (Elizabeth Alexandra Mary)」と命名した。家族からはリリベット(Lilibet)の愛称で呼ばれていた。5月29日に、バッキンガム宮殿内のプライベート・チャペルで、ヨーク大主教のコズモ・ラングによって洗礼が施された。
祖父ジョージ5世は、初の内孫であるエリザベスを溺愛しており、1929年に自身が大病を患った際も、「彼女が定期的に見舞いに訪れたことが、病気の回復を早めるのに一役買った」と言われている。
1930年、4歳の時に、妹マーガレットが誕生した。ヨーク公爵一家は、ウィンザー城近傍のロイヤル・ロッジで生活した。
当時は、「結婚（将来）が保証される上流階級の女子には、教育は不必要」という慣習のある時代であった。しかし祖母メアリー王妃の方針により、姉妹揃って宮廷内で教育を施された。家庭教師マリオン・クロフォード（愛称：クロフィ）は、当時23歳で、はじめ母エリザベス妃の姉ローズの婚家であるグランヴィル伯爵家に雇われる予定だったが、ヨーク公爵家に変更された。クロフィは、エリザベスの結婚まで17年にわたって仕えた。
クロフィの回想録（『The Little Princesses』）によれば、「エリザベス王女は、この頃から馬や犬などの動物好きで、規律正しく責任感の強い性格であった」とある。また後に彼女の治世となって最初の首相となるウィンストン・チャーチルも、当時2歳だったエリザベス王女に接して「子供ながら、驚くほど威厳と沈思のある態度だった」と回想している。
出生時における正式な称号は、Her Royal Highness Princess Elizabeth of York（エリザベス・オブ・ヨーク王女殿下）であり、伯父の王太子エドワード、父のヨーク公アルバートに次いで、第3位の王位継承順位にあった。エリザベスの誕生は世間の関心を集めたが、当時は、まだ壮年かつ独身だった王太子のエドワードへの王位継承が期待されており、国王の次男の長女である彼女の即位を予想する者はいなかった。しかし、放蕩な長男エドワード王子について、ジョージ5世は次第に次男アルバート王子とその娘エリザベスへの継承に期待するようになった。
- 米誌『タイム』1929年4月29日号表紙「プリンセス・リリベット」
- 『ヨーク公女エリザベス王女』（1933年、フィリップ・ド・ラースロー画）

### 祖父の崩御、伯父の退位と父の即位
1936年1月20日にサンドリンガム・ハウスにおいて、祖父ジョージ5世が崩御した。エドワード王子がエドワード8世として即位する。
エリザベス王女も、妹マーガレット王女と共に正装安置されたジョージ5世の亡骸を見、その際、棺の傍らにいた父やおじ達の中でも、伯父エドワード8世の姿が印象に残ったことをクロフィに話した。
しかしエドワード8世は、イギリスと対立しつつあった枢軸国、とりわけナチス・ドイツに親近感があるような態度をとり、離婚経験を有するアメリカ人女性のウォリス・シンプソンとの結婚をほのめかした。エドワードとウォリスの関係は広く知られるものではなかったが、即位以来、エドワードはウォリスを伴ってヨーク公の元を訪問するようになった。母エリザベスは、クロフィに王女たちを二人から遠ざけるよう指示した。
12月1日に、紳士協定が切れ、マスコミが一斉に国王とウォリスの関係を報じて世論が騒然となる中、スタンリー・ボールドウィン首相らが彼に退位を迫り、同月11日に退位する（この一件は「王冠を賭けた恋」として知られる）。これにより、エリザベスの父である王位継承順位第1位のヨーク公アルバート王子がジョージ6世としてイギリス新国王に即位した。
クロフィから事情を聞いたエリザベス王女は泣き崩れ、10歳で推定相続人となった。1701年王位継承法により男子優先長子相続制であったこの時点で、もしもエリザベス王女に弟が存在していたならば、その弟が王太子即ち次期国王となるため、彼女は推定相続人として女王に即位することを逃していた。なお、即位時点で父のジョージ6世は40歳、母のエリザベス王妃は36歳であった。
なお、君主の長女に与えられるプリンセス・ロイヤルの称号は、保有者である叔母のヘアウッド伯爵夫人メアリー王女が存命だったため、授けられなかった。

### 推定相続人としての歩み
父の即位を受けて、イギリス国王の長女（第1子）で王位継承権者第1位となったエリザベス王女は国王・王妃となった両親と妹のマーガレット王女と一家とともにバッキンガム宮殿に移住し、Her Royal Highness The Princess Elizabeth（エリザベス王女殿下）の称号を与えられた上で、王位の推定相続人となる。
ジョージ6世の戴冠式は、もともとエドワード8世のために準備されていた日程通りの1937年5月12日に行われ、エリザベス王女とマーガレット王女は16世紀のアン王妃の墓の上に設えられた特別席から、祖母のメアリー王太后や叔母プリンセス・ロイヤルメアリー王女と共に参列した。
1938年にエリザベス王女は初めて舞踏会に出席し、娘の気品を誇りに思うジョージ6世の意向もあって、以降、園遊会をはじめとする公務にも出席するようになった。1939年4月に13歳となり、市井の中学生と同年代になったエリザベス王女は、次期イギリス女王への帝王学教育の一環として、教育者のヘンリー・マーチンからイギリス国制史を学び始めた。
1939年7月22日、国王一家がダートマスの海軍兵学校を視察した際、急遽、接待役を務めた士官候補生がのちにエリザベスの結婚相手となるギリシャおよびデンマーク王子のフィリッポス（フィリップ）であった。翌日の国王の昼食会に招待された候補生の一人となり、さらには王室ヨットに手漕ぎボートで追随し、ジョージ6世から呆れられるほど最後まで見送って、エリザベス王女に強い印象を残した。なお、これ以前にも1934年と1937年の二度にわたり面会している。
- 国立海洋博物館の開館行事にて（1937年撮影）
- 1939年撮影、祖母メアリー王太后（左）、妹マーガレット王女（中央）と共に。

#### 第二次世界大戦

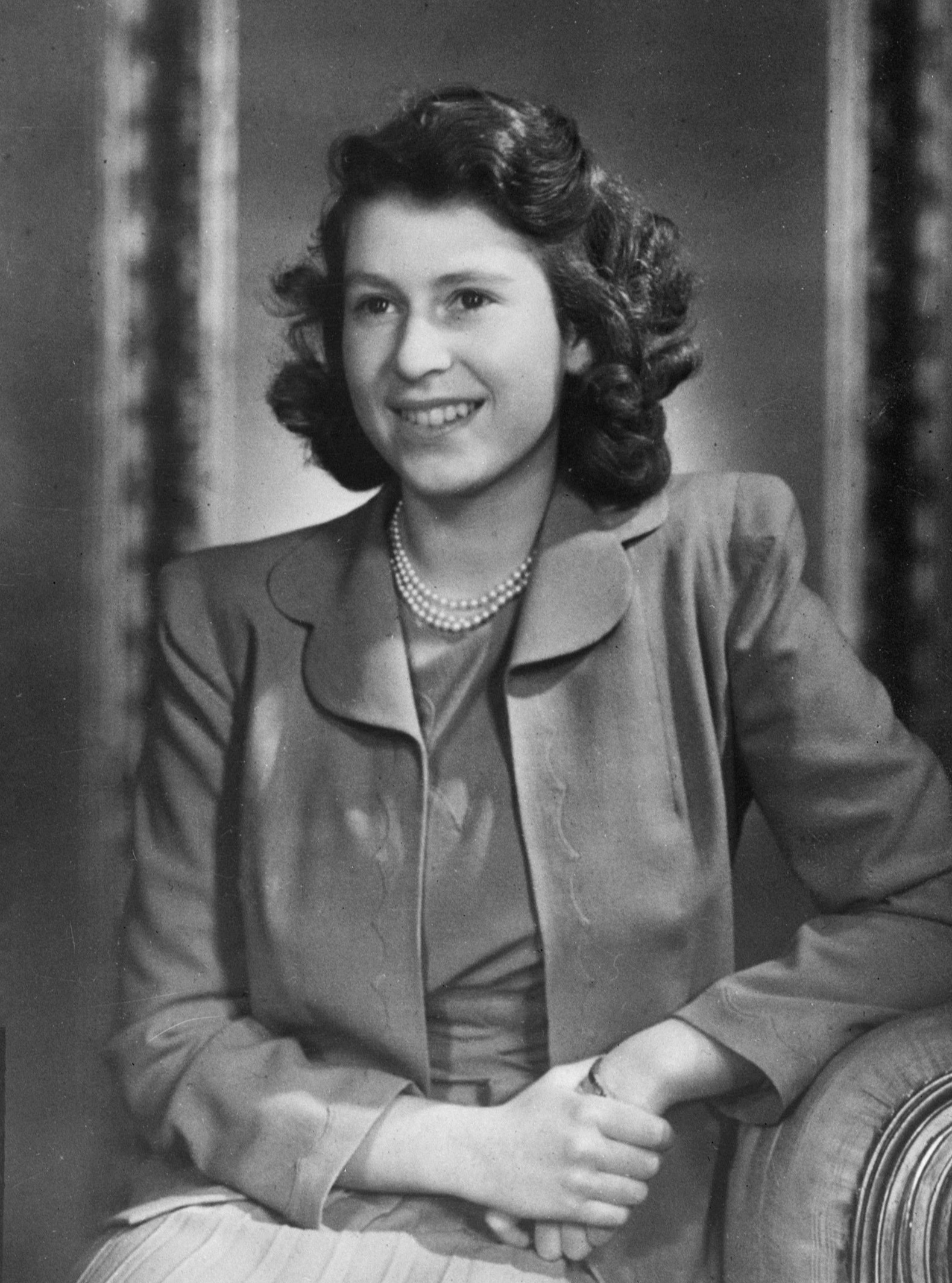
1943年撮影（17歳頃）

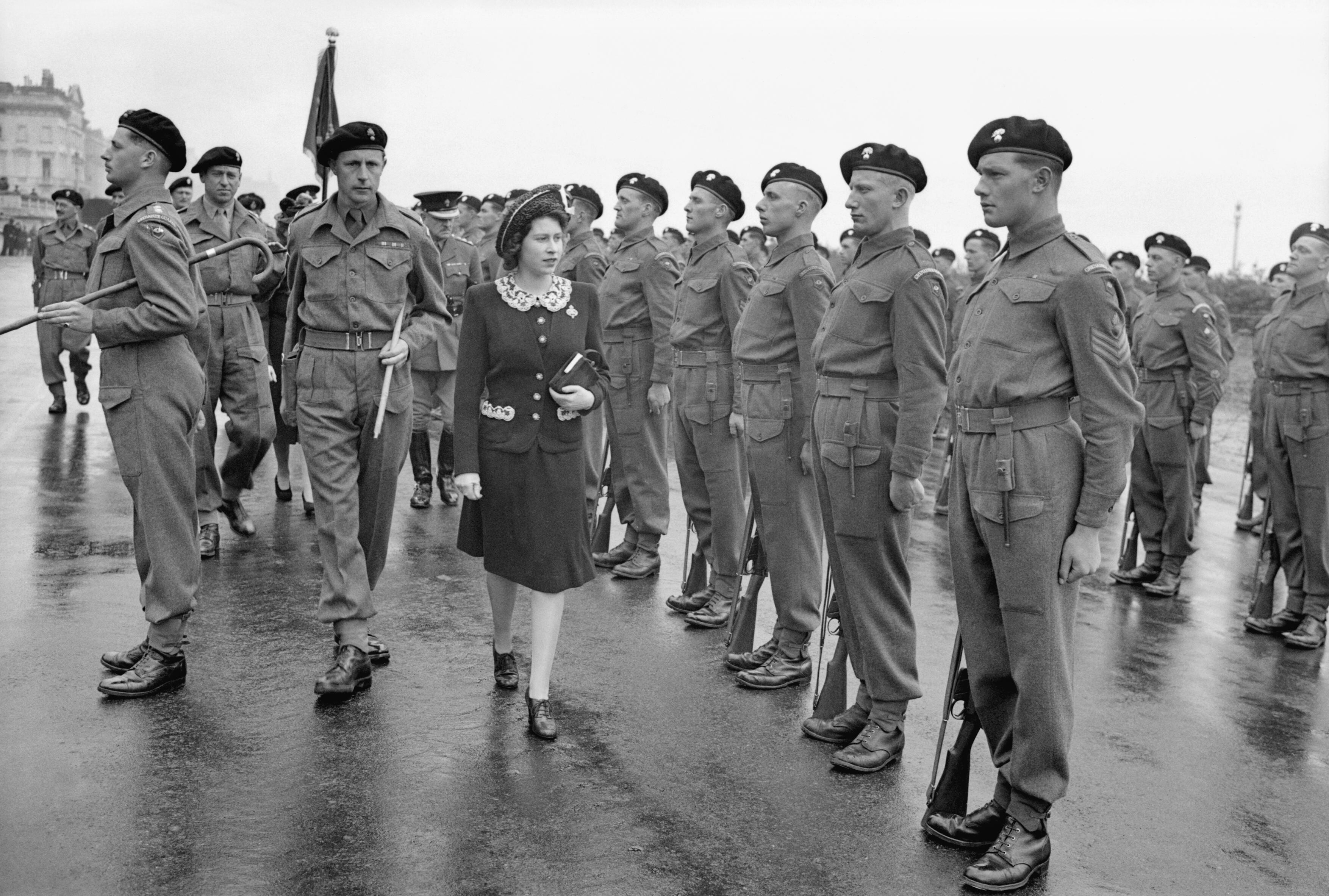
1944年5月17日、D-デイ直後に、グレナディア連隊（第5近衛機甲旅団）から儀仗礼を受ける（イングランド南東部ホヴ）。

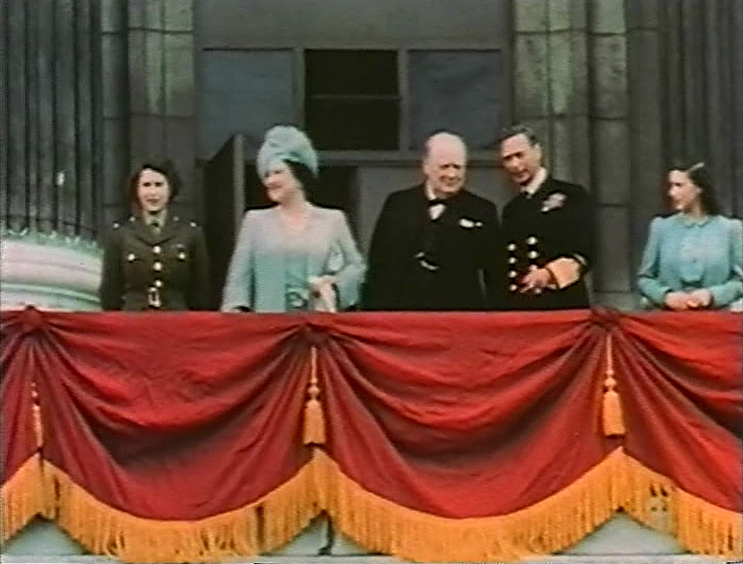
1945年5月8日、バッキンガム宮殿のバルコニーに立つジョージ6世国王一家とチャーチル首相（左端が軍装のエリザベス王女）。

1939年9月3日にイギリスがフランスと共にドイツに宣戦布告したことで第二次世界大戦（西部戦線）が勃発。1941年12月8日には極東において日本との戦争（太平洋戦争/大東亜戦争）も起き、欧州戦線におけるアメリカ合衆国の参戦も加わり、1945年8月15日の日本の降伏まで戦闘は継続した。
ヨーロッパ大陸に派兵されたイギリス軍は1940年前半、ナチス・ドイツのフランス侵攻と北欧侵攻を受けて敗退。英本土もドイツ空軍の空襲にさらされ、首都ロンドンも標的となり（ザ・ブリッツ）、多くの子供がロンドンから疎開した。国王夫妻の子供であるエリザベスとマーガレット王女姉妹についても、「より安全なカナダへと疎開させること」が政府から提案されたものの、母エリザベス王妃が「私の子供たちは私のもとを離れません。また、私は国王陛下のもとを離れません。そして、国王陛下はロンドンをお離れになりません」と述べて、これを拒否した。
結局、両姉妹は1939年のクリスマスまで、スコットランドのバルモラル城で過ごすことになり、その後はノーフォークのサンドリンガム御用邸に戦時住居として移転した。さらに1940年2月から5月まで、ウィンザーのロイヤル・ロッジに滞在した後、ウィンザー城へ移り住み、以後ドイツ空軍による空襲の脅威が減少するまで5年近くを過ごすこととなった。
ウィンザー城滞在時には、軍用衣類向けのニット生地を生成する毛糸を調達していたクイーン・ウール・ファンド（Queen Wool Fund）を支援するために、クリスマスに家族や友人たちを招待して、王室職員の子女たちとともに、パントマイムを上演したこともあった。この滞在中の1940年10月13日、14歳のエリザベスはBBCのラジオ放送を通じて初めて演説を行い、
と述べた。
これ以後、次期王位継承者として少しずつ公務に携わるようになる。1942年に近衛歩兵第一連隊の名誉連隊長となり、大戦中も国民と共に後方支援にあたった。1943年、16歳の時に、エリザベス王女は初めての単独での公務において、名誉連隊長としてグレナディアガーズを訪問した。以降も各地への訪問および激励を重ねた。
戦中の1943年、フィリッポスと親しく会い又は文通を交わす間柄となった。
18歳の誕生日を迎えると、法律が改正されて、父王が公務を執行できない場合や国内に不在である場合（例えば、1944年7月のイタリア訪問時）に、彼女が5人のカウンセラー・オブ・ステートのうちの1人として行動できるようになった。さらに、フィリッポスの従兄にあたるギリシャ国王ゲオルギオス2世がジョージ6世に二人の結婚を促してくるようにもなった。
1945年2月には、イギリス陸軍の補助地方義勇軍に入隊し、名誉第二准大尉となる。女性軍人「エリザベス・ウインザー（Elizabeth Windsor）」の名および「230873」の認識番号において、軍用車両の整備や弾薬管理などに従事したほか、大型自動車の運転免許を取得し、軍用トラックの運転なども行った。
それまでの女性王族は、イギリス軍などにおいて「肩書き」が与えられたとしても、名誉職としての地位に過ぎないというケースが慣例だったが、枢軸国によるイギリス本土上陸の危機（アシカ作戦）という非常事態を受けて、次期イギリス女王になることがほぼ確定されていたエリザベス王女はその慣例を打ち破り、他の学生たちと同等の軍事訓練を受け、軍隊に従軍する初めてのケースとなった。
エリザベス王女は、王族である自身が一般の兵士とほぼ全く同等の待遇をされることを非常に喜び、これらの経験をもとに、「自分の子供たち（3男1女）も宮廷で教育させるより、一般国民の子女たちと同等の学校に通わせることを決意した」という。ヨーロッパでの第二次世界大戦終結が確定した1945年5月8日（ヨーロッパ戦勝記念日、V-Day）には、「ロンドンの街中で戦勝を祝福する一般市民の中に、妹と共に匿名で混じって、真夜中まで勝利の喜びを分かち合った」という。
- 戦時中、イギリス空軍部隊を激励する国王夫妻とエリザベス王女
- 戦時下生活の中「アラジン」に扮する姉妹（1943年撮影）
- 補助地方義勇軍で軍務中の「エリザベス・ウィンザー准大尉」（1945年4月撮影）
- 補助地方義勇軍の女性将校たちと共に（最前列中央、1945年4月撮影）

### 次期王位継承者として

#### 国民への宣誓
第二次世界大戦におけるイギリスの勝利後の1947年4月には、両親の国王夫妻に付き添って初めて外遊し、妹のマーガレット王女と一家4人で南アフリカ連邦（当時）を訪問した。これは、スマッツ首相率いる親英的な統一党が選挙で敗北する可能性が出たため、両政府の要望によって計画された。国王の意には沿わない訪問であったが、国王一家、特にエリザベス王女は各地で歓迎されて、当地の親英感情を高める結果となった。
外遊中、ケープタウンにて21歳の誕生日（4月21日）を迎えた際には、大英帝国全土に向けたラジオ演説の中で、エリザベス王女は次のような誓いを交わした。

#### 結婚

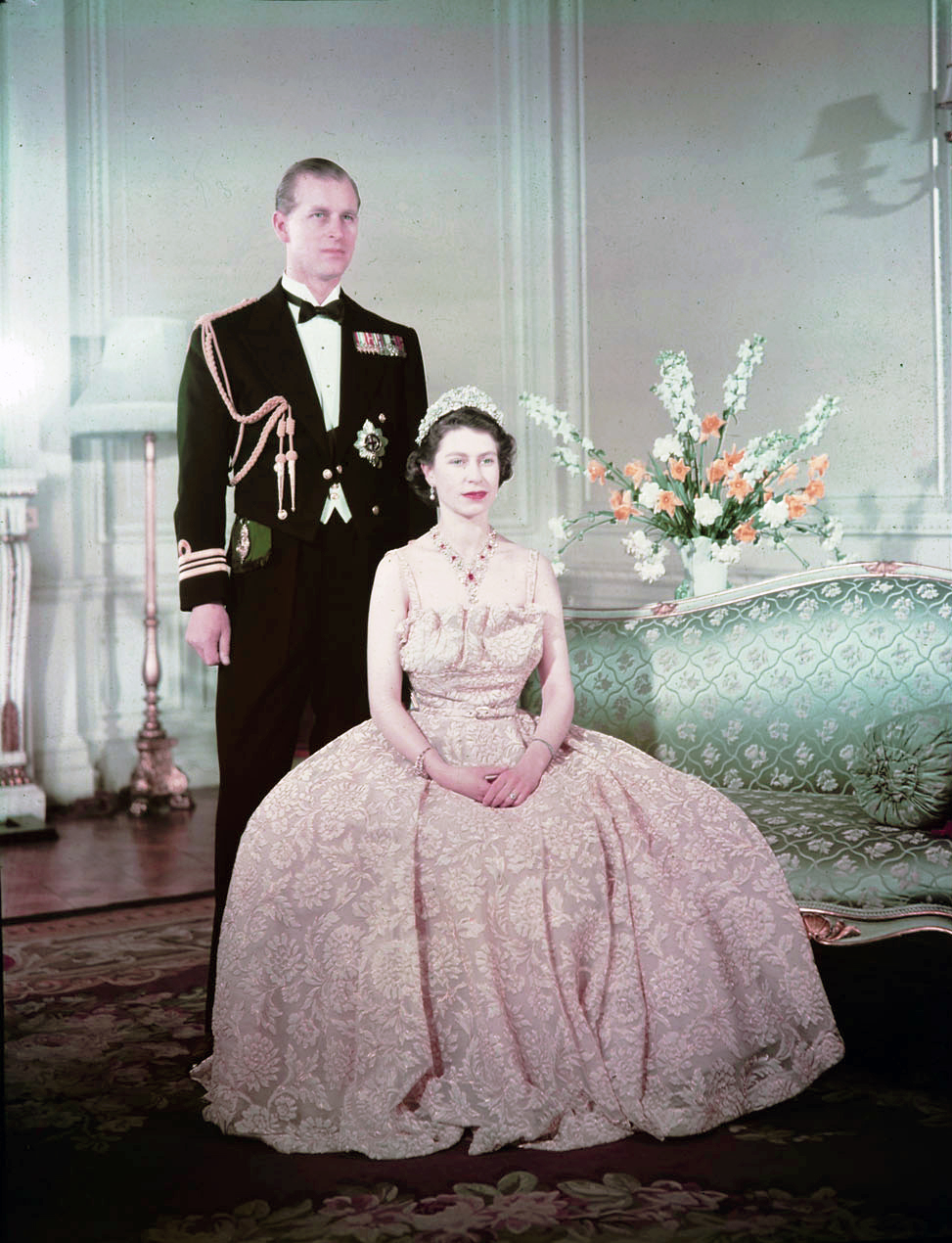
エディンバラ公夫妻（1950年撮影）

1947年7月9日、正式に海軍大尉であるフィリッポスとの婚約が発表されたが、婚約に至るまでの経緯は決して順風満帆とは言えなかった。
二人は、共に高祖母がヴィクトリア英女王で、エリザベス王女の高祖父かつフィリッポスの曽祖父がデンマーク国王クリスチャン9世であることから、遠戚関係にあった。
しかし、フィリッポスはギリシャから亡命した現役のイギリス海軍士官であり、資産を所有していなかったこと、外国生まれであることのほか、フィリップの姉がナチスとの関係を持ったドイツ系貴族と結婚していた。特に母エリザベス王妃が、ドイツ系の出自であることに反対し、英国内の高位貴族（又はその長子）と結婚することを望んでいた。そもそも、1937年に海軍兵学校での接待役にフィリッポスを「ねじ込んだ」のが、彼の叔父ルイス・マウントバッテン卿であると考えられたことも、国王夫妻には不愉快に受け止められていた。
しかし、ついに南アフリカからの帰国後の7月8日に、ジョージ6世はエリザベス王女とフィリッポスの婚約を認めて勅許を下した。なお、これに先立つ同年2月にフィリッポスはイギリスに帰化した。帰化した際、イギリスにおける軍務を継続するために母の実家の家名である「マウントバッテン」（Mountbatten、「Battenberg」を英語に意訳したもの）を姓として選択し「フィリップ・マウントバッテン」となった。また彼はギリシャ正教会からイングランド国教会への改宗を行い、さらに形だけとなっていたギリシャ王子及びデンマークの王子の地位を放棄することを宣言した。
結婚に先立つ11月11日、ジョージ6世はガーター勲章を長女のエリザベス王女に授与し、「王女（Princess）」としては近代史上初の受章となった。将来の女王であるエリザベス王女の方が、王室に婿入りするフィリップよりも先にガーター勲章を受章するよう配慮がなされた。フィリップには、結婚の前日に、英国各地の由緒ある地名を冠したエディンバラ公爵（スコットランド）、メリオネス伯爵（ウェールズ）とグリニッジ男爵（イングランド）の称号が授けられたとともに、ガーター勲章が授与された。
そして、同年11月20日にウェストミンスター寺院にて、フィリップと婚礼を挙げた。エリザベスは即位までの間「エディンバラ公爵夫人」が儀礼称号となった。
夫妻は世界中から2500個の結婚祝い品を受け取った。第一次世界大戦後、ジョージ5世が王族女性の婚礼を華やかに行い国民と一体感を演出したことに倣い、エリザベス王女の花嫁衣装は戦後の世相を鑑み、全て配給品の絹で制作されることとなった。戦後初の一大慶事であり、全国から配給券が贈られてきたが、配給券の譲渡が違法であることもあり、全て礼状を添えて送り返した。エリザベス王女お気に入りのデザイナーノーマン・ハートネルが制作したドレスの意匠には、ヨーク家を象徴する白薔薇の刺繍が用いられた。
戦後のイギリスにあっては、フィリップとドイツとの関係は受け入れ難く、ドイツの王侯家に嫁いだ姉たちは婚礼に招待されなかった。また、ウィンザー公（かつての国王エドワード8世）も招待されなかった。
結婚に際し、エリザベス王女の歳費はそれまでの5倍となる3万ポンドに増額され、自らの宮廷を持つこととなった。
エリザベス王女とフィリップ夫妻は結婚後の数ヶ月間を当時イギリス領だった地中海の島マルタで過ごした。翌1948年11月14日に第一子・長男チャールズ王子（現・国王）を出産し、1950年8月15日には第二子・長女となるアン王女が誕生した。

### 父王の不例と王女の外遊

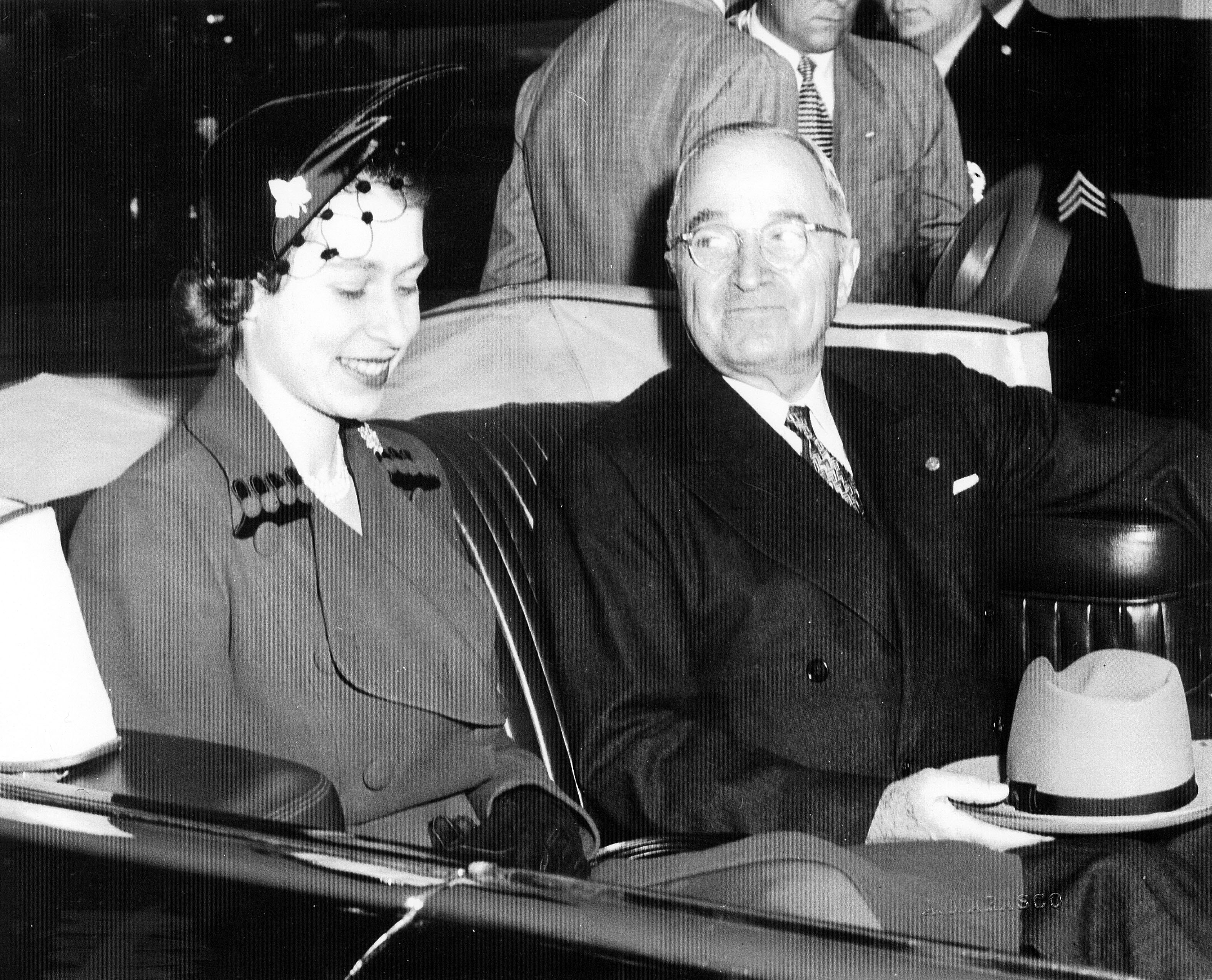
アメリカ合衆国大統領トルーマンと（訪米時の1951年10月31日、ワシントン・ナショナル空港にて撮影）

即位以来、吃音や第二次世界大戦に直面し、ストレスの多かった父ジョージ6世の体調不良が、戦後顕著となっていった。
1948年5月、エリザベス王女は父王の名代として、初めて夫妻でフランスの首都パリを公式訪問し、「リリベットはパリを征服した」とまで言われるほどの大成功を収めた。
1951年、ジョージ6世の肺癌が発覚し、極秘裏に手術が行われた。同年10月には父王の名代としてカナダ及びアメリカ合衆国を訪問し、ハリー・S・トルーマン米国大統領を魅了した。10月25日の総選挙により、クレメント・アトリー労働党政権は退陣、保守党が政権を奪還してチャーチルが首相に復帰した。
1952年1月31日、ジョージ6世は名代として英領ケニア植民地（当時）経由でオセアニアに向かうエリザベス王女夫妻を、ヒースロー空港で見送った。前例のない異例の見送りだったが、エリザベス王女にとって父との今生の別れになる。

### 父ジョージ6世国王の崩御、新女王の即位

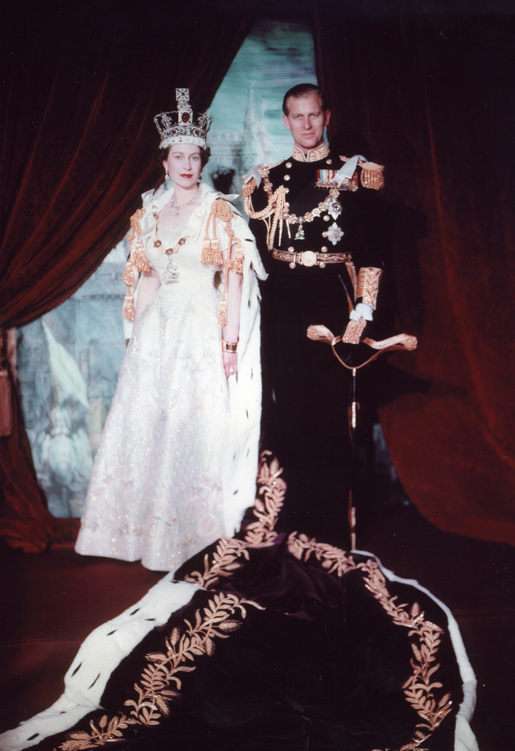
戴冠時の女王夫妻（1953年）

#### ケニアからの帰国
父ジョージ6世は1952年2月6日未明、療養を兼ねて狩猟やスポーツを楽しむ為に訪れていたサンドリンガム・ハウスで、就寝中に冠動脈血栓症により崩御した（56歳没）。1701年王位継承法（当時）に基づいてそれまでのエリザベス王女が王位を継承し、女王（イギリスの君主）に即位した。
ジョージ6世崩御の訃報は、ラジオニュースを聞いた秘書官マーティン・チャータリスが知り、チャータリスの機転で、フィリップ付秘書官マイケル・パーカーを介して、フィリップがエリザベスを庭に連れだして伝えた。チャータリスが即位する王名を尋ねると、女王は「もちろんエリザベスです」と答えた。ここにエリザベスは、「エリザベス2世女王陛下」（英: Her Majesty the Queen Elizabeth II）となり、同名の母エリザベス王妃は「エリザベス王太后陛下」（英: Her Majesty Queen Elizabeth The Queen Mother）となった。
新女王夫妻は、2月7日にはヒースロー空港に急遽帰国し、翌8日に即位後初の枢密顧問会議を招集し、即位を宣言した。

#### 戴冠式
翌1953年6月2日には、世界各国の元首級の賓客らを招待してウェストミンスター寺院で戴冠式を行い、この模様はイギリス連邦内だけでなく世界各国に当時の最新メディアであるテレビにより中継され、英国におけるテレビ普及に大きな影響を与えた。ただし、塗油の秘儀だけは放送されなかった。
ドレスは結婚式の時と同じくハートネルのデザインにより、薔薇（イングランド）、シッスル（スコットランド）、シャムロック（アイルランド）、リーキ（ウェールズ）の連合王国に加え、メープル（カナダ）やゴールデンワトル（オーストラリア）の英連邦各国の国花が金銀で刺繍された。
戴冠式には日本の皇室からも、昭和天皇の名代として皇太子明仁親王（当時）が参列した。
イギリスには、16世紀のエリザベス1世女王、19世紀のヴィクトリア女王に象徴される、「女王の時代は栄える」ジンクスがあり、例えば老臣チャーチルもヴィクトリア時代を回顧して高揚した気持ちになっていた。
- 『タイム』誌1953年1月5日号（背景はイギリス国花の紅薔薇）
- 戴冠式の肖像画
- 1953年6月2日の戴冠式
- 戴冠式後、バルコニーに並ぶ王族たち
- エリザベス2世戴冠式章（英語版）

## 治世

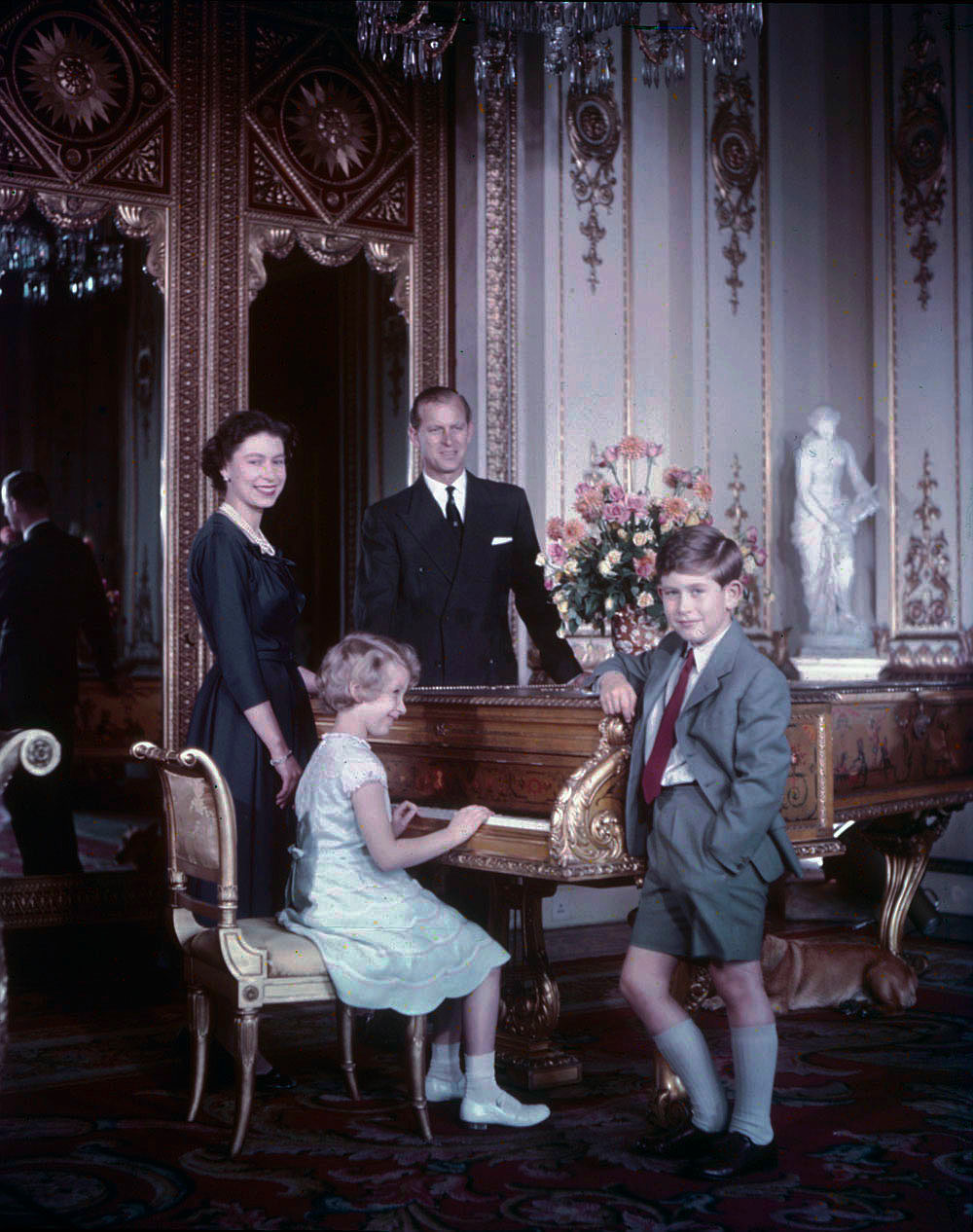
1957年10月撮影、女王一家

エリザベス2世は1952年2月6日の即位以来、2022年9月8日に96歳と140日で崩御するまで、70年7か月にわたってイギリス女王の座にあった。彼女はまた、イギリス史上最高齢かつ最長在位の君主となった。

### 家族
即位後、フィリップは「連合王国王子」（Prince of the United Kingdom）が与えられたが、いわゆる「王配」であるPrince Consortの称号はついに与えられなかった。2017年8月3日を最後に公務を引退するまで、結婚以来60年間エリザベスを支え続けたが、ヴィクトリア女王の夫アルバート“王配”と異なり、フィリップには政治介入する意思はなかった。
1960年2月19日、第三子・次男アンドルー王子を出産。1964年3月10日、第四子（末子）・三男エドワード王子を出産。しかし、即位前に誕生したチャールズ王子とアン王女を含め、多忙なエリザベス2世とフィリップ夫妻は親として向き合うことができず、これが1990年代に噴出した子女たちの不倫・離婚・再婚スキャンダルの遠因になったとされる。
1969年6月21日に女王一家を題材にしたBBCドキュメンタリー『ロイヤル・ファミリー』が放送されると、再放送も併せ英国民75％が視聴したほどの大反響となった。放送と時期を同じくして、長男チャールズ王子の、ウェールズ大公叙任式（立太子に相当）が7月1日に行われた。この放送によって、国民が王室に親しみを抱いた一方、「王室のプライバシーに触れない」という、報道機関との暗黙の了解が崩壊するきっかけともなった。
1977年11月15日、アン王女に初孫となる長男ピーター・フィリップスが誕生して祖母となり、2010年12月29日にはそのピーターに、自身の初曾孫にあたる長女サバンナ・フィリップスが誕生し、曾祖母となった。以後、4人(3男1女)の子供の母であるエリザベス2世は、8人(4男4女)の孫と12人(5男7女)の曾孫に恵まれた。

### 即位初期

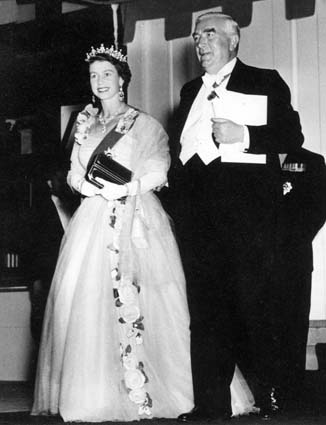
1954年のオーストラリア初訪問時、ロバート・メンジーズ豪首相とともに。

戴冠式を終えた女王は、1953年11月から翌1954年5月に帰国するまで、半年かけてコモンウェルスを巡幸し、即位後の顔見世であるとともに、各国の紐帯の象徴としての役割を果たそうとした。帰国後の1954年に満80歳となったチャーチルは、翌春の引退を決意し、女王は公爵位を授けようとしたがチャーチルがこれを固辞した。
かねてから問題視されていたのが、王妹マーガレット王女の結婚問題だった。マーガレットは、父ジョージ6世の侍従武官ピーター・W・タウンゼント大佐と恋仲で、エリザベス女王自身も妹に同情しタウンゼントにも親しみを感じていたが、十数年前の「王冠を賭けた恋」事件の記憶も残っており慎重に検討されていた。しかし1953年の戴冠式直後に大衆紙にスクープされ、さらに1955年には王室婚姻法により25歳まで君主の許可なく結婚できなかったマーガレット王女が、25歳を迎えたことで問題が再燃した結果、アンソニー・イーデン内閣は、王女から王位継承権と王族の特権（年金受給権）を剥奪することを決定し、マーガレットは同年10月30日に結婚を断念することを表明した。
- 1954年1月12日、ニュージーランド議会開会に臨席
- 1954年3月、豪ブリズベン市長主催の舞踏会にて
- 1954年4月、豪ココス諸島での園遊会にて
- 1954年4月27日、アデン植民地にて

### スエズ危機と中東
1956年7月、エジプトのナセル大統領はスエズ運河の国有化を宣言し、同地を長年にわたって支配してきた英仏両国はイスラエルと共に派兵を行った。エリザベス女王は、個人的には派兵に反対だったが、立憲君主制における立場をわきまえ、最終決定をイーデン首相に委ねたとされる。
エジプトの降伏を目前に、米国とソビエト連邦の両超大国を含む国際世論の激しい批判を受け、国連緊急総会により停戦が議決（総会決議997）されて11月6日に英仏が、8日にイスラエルが停戦に従った。その結果、英国はスエズでの権益を喪失しただけでなく、米国の欧州に対する優位性が明確になり、英国の威信は大きく傷つくこととなった（第二次中東戦争/スエズ危機）。敗戦の責任を受け、翌1957年1月8日と9日にイーデンは退任の意向を女王に表明し、その際に女王はイーデンから次期首相に関する意見を徴したとされる。
悪化した英米関係の回復のため、女王はジェームズタウン入植350年記念として、1957年10月17日に訪米してドワイト・D・アイゼンハワー米大統領と友好関係をアピールすると、女王帰国と入れ違いにハロルド・マクミラン首相が訪米した。
また、英国の威信低下を前に、イラン国王パフラヴィーは、ソ連がエジプトに接近する中で、反共産主義陣営の一角としての存在感を高めるようになった。スエズ危機でも、イランはイギリスを一貫して支持しており、英外務省はパフラヴィー国王を国賓として招くことを企図した。1959年5月の訪英の際、国王はガーター勲章を強く希望していたが、ついに授与されず、代わりに王立空軍の大将位を与えた。エリザベス2世は1961年3月に、ヨーロッパ君主として史上初めてイランを答礼訪問した。
以降、パフラヴィーは傲慢になり、女王との関係が悪化した。1970年には、イラン建国二千五百年祭典へのエリザベス2世の出席を強く望んだが、女王にその意思は無く、しかし英国の影響下にあったペルシャ湾岸諸国が相次いで独立した背景もあり、英外務省との妥協として、夫フィリップと長女アン王女を名代として派遣した。この後、この豪華な式典も遠因となって、パフラヴィーはイラン革命により王座を追われた。
- 1957年、カナダ議会での女王演説に臨むエリザベス2世女王夫妻
- 1957年10月、ワシントンD.C.の国立長老派教会（英語版）にて、アイゼンハワー大統領夫妻とともに
- 1958年、訪蘭時、ベアトリクス王女（当時）夫妻、イレーネ王女（英語版）らと女王夫妻

### アフリカ
「アフリカの年」と呼ばれた1960年に前後して、アフリカ諸国の多くが英仏白等の宗主国から独立していった。
1957年に独立したガーナは、女王を君主に戴く英連邦王国の一員であったが、1960年に独立した。1961年にクワメ・エンクルマ大統領によるデモの弾圧に端を発し、政情及び治安が不安定だった。米国もまた同国に出資しようとしていたが、エンクルマは共産主義に傾きつつあった。そのような中、エリザベス2世女王は11月にガーナを訪問して成功させ、マクミラン首相を感嘆させた。
1963年に独立したウガンダは、1971年に陸軍軍人のイディ・アミンがクーデターにより権力を掌握した。英国のエドワード・ヒース政権はアミン政権を承認し、同年7月には訪英し女王からも歓待を受けたが、午餐会の席上でタンザニアへの侵攻意思を漏らした。女王はヒューム外相と、旧知のタンザニア大統領ジュリウス・ニエレレにこの件を伝えた。アミン大統領はこの後、1972年にアジア人（主としてインド・パキスタン系）追放事件を生起させて、コモンウェルス首脳会議（CHOGM）にも欠席するようになる等、禍根を残した。

### 経済・外交の行き詰まり
プロヒューモ事件により、1963年にハロルド・マクミラン首相が退任。後任は、女王の旧知の仲であるアレック・ダグラス＝ヒューム（伯爵位を返上）だったが短命に終わる。1964年に労働党が政権を奪還してハロルド・ウィルソンが首相に就任した。
しかし、1960年代を通して英国の国際競争力の低下は明らかであり、外交面では1960年に欧州経済共同体（EEC）への参加を拒まれ、1967年には欧州諸共同体への参加を再び拒絶された。これは、自国の農産物輸出を不安視する、オーストラリアやニュージーランドの強い反対があった。経済面では1967年にポンドを切り下げるに至った。また、ベトナム戦争への参加要請を拒否したことから、英米関係は再び悪化した。このような中、1968年、ウィルソン首相は「スエズ以東」から軍を3年以内に撤退させることを表明し、大英帝国は名実ともに終わろうとしていた。
女王はウィルソン首相の決断を理解し、撤退後の1972年から東南アジア諸国を歴訪し、親善と理解の促進に務めた。
- 1963年、ニュージーランド総督バラントレー男爵（英語版）夫妻とともに
- 1968年11月のチリ訪問時、モネダ宮殿にて同国のモンタルバ大統領と。
- 1969年8月のノルウェー訪問時、ベルゲンにて国王オーラヴ5世（左端）とともに。後方にチャールズ王太子も。
- 1970年、エドワード・ヒース英首相、リチャード・ニクソン米大統領夫妻と。
- 1972年のユーゴスラビア訪問時、首都ベオグラードにて同国のチトー大統領と。

### 旧枢軸国との和解と来日
第二次世界大戦の敵国だったイタリア共和国からは1958年5月に女王の招きでジョヴァンニ・グロンキ大統領が訪英、1961年に女王がローマを答礼訪問して関係が回復した。ドイツ連邦共和国（西独）からは1958年10月にテオドール・ホイス大統領が訪英したものの、英国民感情への配慮から答礼訪問は1965年となった。
日本とは、女王の従妹であるアレクサンドラ王女が訪日し、日本側は王女を国賓待遇で歓待した。これを機に日英の親善外交が活発化し、秩父宮妃勢津子の訪英による女王への大勲位菊花章頸飾・同大綬章の贈呈、マーガレット王女の訪日が行われた。英国経済が低迷する中、高度経済成長期にある日本との交流を深める必要性もあった。そして1971年5月、昭和天皇・香淳皇后夫妻の訪英を含むヨーロッパ訪問に先立ち、ガーター騎士団の一員でありながら大戦中にその資格を剥奪された昭和天皇の旗（菊花紋章旗）が再び掲揚され、同年10月の訪英時に天皇はガーター勲章を、女王は大勲位菊花大綬章をそれぞれ佩用して日英の和解を強く印象付けた。
1975年、旧交戦国最後の訪問地として一度のみ、フィリップ王配と夫妻で訪日している（5月7日-12日）。5月7日夜に昭和天皇主催の皇居での宮中晩餐会に出席し、8日にはNHK（日本放送協会）を訪問、大河ドラマ『元禄太平記』の収録を見学した。9日には都心でパレードをして東京都民の歓迎に応えた。女王はこの後、京都御所や伊勢神宮を訪問し、東海道新幹線で東京に戻った後（後述）、12日に離日した。日本訪問の際、エリザベス2世は、昭和天皇から立憲君主のあり方について教示を受け、強い印象を受けたとされる。
- 1961年の訪伊時、グロンキ伊大統領らと。
- 西ベルリン訪問（1965年）
- 訪英したケネディ米大統領夫妻と女王夫妻（1961年6月）

### コモンウェルスを巡って
従来、イギリスは広大な植民地を有していたが、米国の様な独立を避けるため、徐々に自治権を与えて「自治領」（Dominion）としていった。英帝国（British Empire）は、英連邦（British Commonwealth of Nations）となり、1931年12月11日のウェストミンスター憲章により英連邦体形に法的根拠が与えられて、各地域は実質的な独立国として、英国王に忠誠を誓う同君連合のように結びついた。
戦後は1947年8月15日にインドとパキスタンが独立しながらも、コモンウェルスへの残留を希望し、認められたため、イギリス連邦から同君連合の要件は排除され新たな「Commonwealth of Nations」となった。1949年4月26日のロンドン宣言により、イギリスの国王/女王はコモンウェルスの元首であるが共同の価値観で結びつく平等な連合体の象徴に変容した。エリザベス2世女王の即位後も、先述の通り独立を果たす国々があり、女王を国家元首とする国々の総称である「英連邦王国」（Commonwealth realm）と、君主制・共和制を問わず加盟できる「英連邦」（Commonwealth of Nations）に区別される。
女王自身は、各国に平等に接し、また祖母メアリ王妃ゆかりのマールバラ・ハウスを英連邦事務局として貸与している。コモンウェルスの首脳が集まる会議は、19世紀末以来ロンドンで度々開かれてきたが、英国のスエズ以東撤退後は、コモンウェルス首脳会議（CHOGM）として各国の輪番となった。1971年、その第1回であるシンガポールでの会議には、EC加盟に執念を燃やすエドワード・ヒース首相の強い反対により、女王が折れて欠席した。1973年に、英国はECに加盟を果たし、女王は各国へのお礼として、同年にはオランダ、ルクセンブルク、そして西独の三組の国賓をロンドンで歓待した。また、5月には夫君エディンバラ公だけでなくチャールズ王太子をも同伴し訪仏した際には、かつてのエドワード8世であるウィンザー公夫妻を訪問した。伯父エドワードは、エリザベス2世の訪問から10日後に逝去した。
ヒースや世論の関心がヨーロッパに集まった1973年であったが、女王は恒例のクリスマスメッセージで、コモンウェルスとの紐帯の重要性を強調した。

### 在位25周年
1977年の在位25周年を迎えると、女王は国内およびコモンウェルス各地を巡幸した。6月6日に全国でかがり火がたかれ、翌6月7日に記念礼拝が行われた。
また、一連の式典に先立つ5月に行われた女王演説では、権限移譲（devolution）を求める世論を念頭に、連合王国が一体であることを明確に呼びかけた。しかし、1979年8月27日、IRA暫定派によりルイス・マウントバッテン卿が暗殺された。マウントバッテン卿は王室への影響力を持とうとして女王やエリザベス王太后との関係が悪化していた。一方、チャールズ王太子の祖父代わりであった面もあり、暗殺事件に際してチャールズは人目をはばからず涙を流した。
落胆するチャールズは、マウントバッテン卿の件で意気投合したダイアナ（第8代スペンサー伯爵エドワードの三女）と短い交際期間の後、1981年2月に婚約を発表した。女王も、かつて侍従だったスペンサー伯爵の令嬢であり、不満はなかった。二人は同年7月29日にセント・ポール大聖堂で婚礼を挙げた。
- 1977年5月13日、ロンドンサミット後、カーター米大統領、福田赳夫日本国首相ら主要国要人と女王夫妻、王太后。
- 1978年6月、訪英したルーマニアのチャウシェスク大統領夫妻と女王夫妻

### バチカンとの友好
1980年10月17日にはバチカン市国を公式訪問、ローマ教皇ヨハネ・パウロ2世と会談、「1982年に計画しているイギリス訪問を歓迎する」と述べた。イギリスの元首にしてイングランド国教会の最高権威がローマ教皇を公式訪問したのは、1534年にヘンリー8世がイングランド国教会を作って以来これが初めてであり、これが1982年5月28日のヨハネ・パウロ2世のイギリス訪問とカトリック教会とイングランド国教会との和解への布石となる（ただし、1966年3月にカンタベリー大主教マイケル・ラムゼーがバチカンを訪問したことはある）。

### フォークランド紛争と南アフリカ問題
スエズ以東からの撤退以後、南米大陸沖のフォークランド諸島（アルゼンチン側呼称マルビナス諸島）の防衛は英国に取って負担になっており、1979年5月4日に英国史上初の女性首相に就任したマーガレット・サッチャー政権下でリース案まで検討されていた。これを好機と見、またアルゼンチン国内における政治的必要性から、レオポルド・ガルチェリ大統領は1982年3月にフォークランド諸島侵攻を開始した。サッチャー首相は毅然たる態度を取り、女王はこれを支持するとともに第二王子のヨーク公アンドルー王子がヘリコプター操縦手として出征した。
6月14日に英国の勝利で紛争は終結し、また同月21日にはチャールズ王太子夫妻に長男ウィリアム王子（後の王太子）が誕生し、英国は慶事に沸いた。
しかし、サッチャー首相は南アフリカのアパルトヘイト問題を通じ、経済制裁やコモンウェルスとしてのあり方について女王と意見を異にしていた。1986年7月、女王と首相の確執について報じられたことに端を発し、経済制裁に消極的な首相及び政策への批判から、エディンバラでの1986年コモンウェルスゲームズにはボイコットが相次ぐ事態となった。
女王は国内のみならず国際社会でも公平な立場にあるはずが、アパルトヘイト廃止やネルソン・マンデラの釈放を巡っては、カナダ首相ブライアン・マルルーニーや豪首相ボブ・ホークの活動を通じて、ECによる南アフリカへの経済制裁を容認させようとしていたとされる。1990年にマンデラは釈放され、アフリカ民族会議の議長に就任した。1991年に開催されたCHOGMには、オブザーバーとしてマンデラも参加することとなっていたが、誤って晩餐会の式場にも来た所、女王が参加を認め和やかな歓談が行われた。マンデラは1994年に同国大統領に就任し、南アフリカ共和国はコモンウェルスにも復帰した。
- フォード米大統領と踊る女王（1976年）
- 豪ブリスベン国際レジャー博覧会の開会式で演説する女王（1988年4月30日）
- 1988年7月4日の訪蘭時、ベアトリクス蘭女王と

### 英米関係とグレナダ侵攻

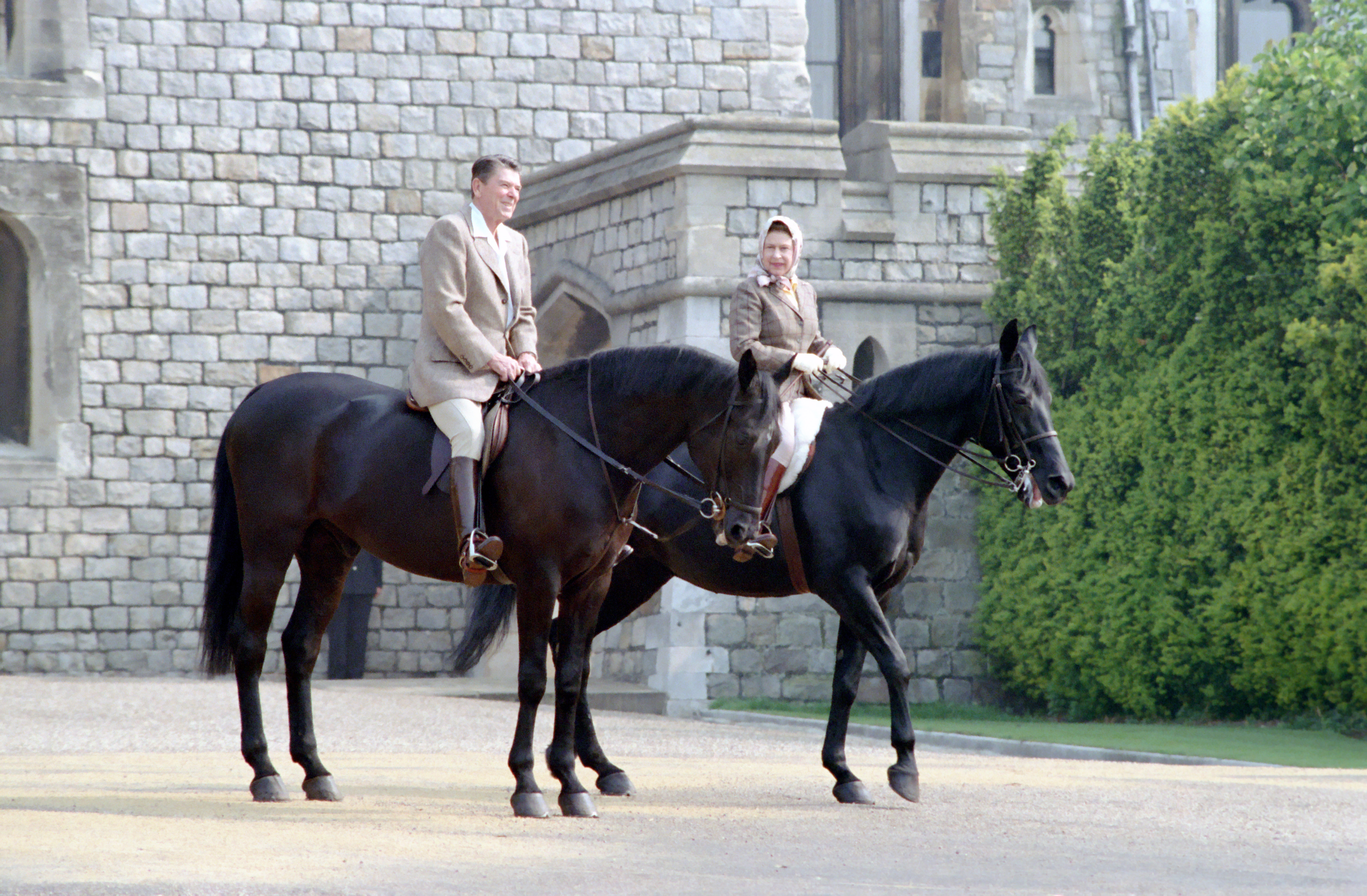
1982年6月8日、レーガン米大統領と女王

先述のフォークランド紛争の終結目前の1982年6月上旬、G7ヴェルサイユ・サミットの帰路にロナルド・レーガン米大統領が訪英した際、ウィンザー城で女王と大統領が乗馬する様子が大々的に報じられ、英米両国の結束を示すかのようであった。女王は翌1983年2月に、レーガンの地盤である米カリフォルニア州を含む米西海岸を答礼訪問した。
ところが、1983年10月13日、英連邦王国の一つでエリザベス2世自身が国家元首（グレナダ女王）のグレナダで、クーデター勃発に端を発し、10月25日に米国が介入するに至った（グレナダ侵攻）。米国は、イギリスにも、そして元首である女王にも連絡なしに介入を行った。サッチャー首相は米軍介入に反対の立場だったが、結局は米国を支持せざるを得ず、女王とともに屈辱を感じた。
- 1982年6月8日、ウィンザー城にてレーガン米大統領夫妻と女王夫妻
- 1983年2月23日、訪米してサンタバーバラで儀仗礼を受けるレーガン米大統領と女王
- 1983年2月23日、レーガン米大統領夫妻と女王夫妻

### 王室の危機を超えて

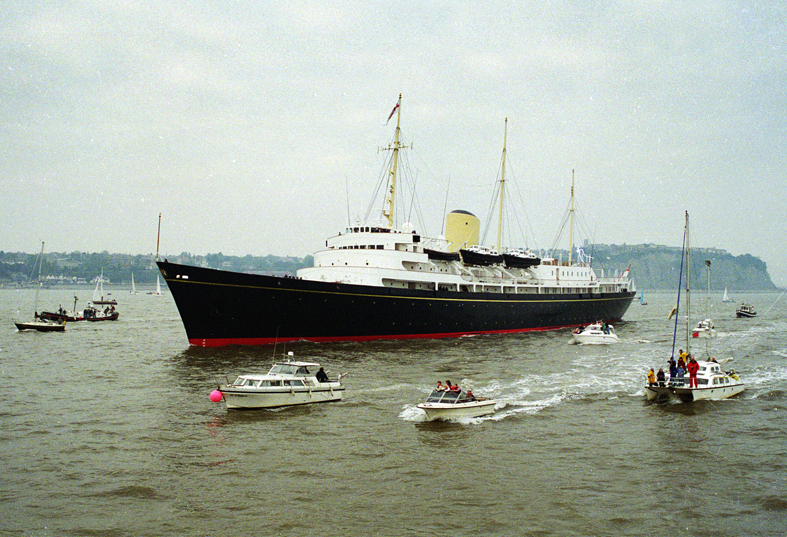
ブリタニア号最後の航海

1980年代以降、宮廷内部の職員・元職員が大衆紙（タブロイド紙、ゴシップ誌）に、王室のプライバシー情報を売り渡す「小切手ジャーナリズム」が横行するようになっていた。こうした中で、長男の妃ダイアナや、次男アンドルー王子夫妻のスキャンダルが次々と報じられていった。
1992年は、長女アン王女の離婚と再婚、次男アンドルー王子夫妻の別居、暴露本『ダイアナ妃の真実』の出版、結婚記念日に起きたウィンザー城の火災や、ポンド危機など、女王に取って公私ともに不運続きだったため、ロンドン市長主催の晩餐会で「アナス・ホリビリス」の発言をした。さらに発言後の12月にチャールズ王太子（当時、王太子）とダイアナ妃が別居を決めてしまう。
王太子は暴露本への反論として、テレビ出演や伝記出版を許可してプライバシーを「放棄」し、さらにその反撃に1995年11月には、ダイアナ妃が王太子や王室への事前調整のないままBBCのインタビューに応じ、自身を被害者としつつ「家庭の内情」を明かし、国民の支持を高めてしまった。女王は、このインタビューを悲しみをもって受け止め、離婚を勧告するに至った。結局、王太子夫妻は、1996年6月、ダイアナに有利な条件で離婚合意が公表され、同年8月28日に離婚が確定した。この離婚騒動は、合意に基づく多額の慰謝料、「未来の国王の母」であるダイアナの公式行事出席、二人の王子の養育権等の問題、さらには双方の再婚問題など、離婚後においても王室に深刻な悪影響を及ぼすと考えられた。
同年8月の世論調査では、21世紀の英王室存続について「消滅する」が43%、「存続する」が33%と、消滅派が1992年からわずか4年で6倍に急上昇する危機的な事態となった。このような状況にあっても、女王自身は「国家元首」と「民族の長」の役割を完全に果たしていることから、糾弾の対象とはならなかった。女王の危機意識は強く、王族と秘書らによる王室改革のための委員会を設立した。
ところが、翌1997年8月31日、嫁であったダイアナ元王太子妃がフランスのパリで交通事故により36歳で死去した際、姑であった女王自身の意思の下で沈黙を続けたことが、王室の冷ややかな対応として批判を浴びることとなった。同年9月5日にテレビ放送を通じて哀悼のメッセージを送り、長男チャールズ王太子との離婚騒動以降、英王室から敬遠されていたダイアナ元王太子妃の名誉回復を行い、王室の信頼回復に努めた。
また、同年6月30日、香港返還式典が行われ、チャールズが女王の名代として香港へ赴く際に使用したのを最後に、王室ヨットブリタニア号が退役し、12月の退役式典でエリザベス2世は人前で涙を流した。
自身の在位半世紀を迎えた2002年には、2月9日の妹マーガレットの薨去（71歳没）、3月30日の母エリザベス王太后の崩御（101歳没）と、同一年に肉親との死別が2回も続いた。
ダイアナのみが慈善活動をしていたかのような国民のイメージは誤解であり、チャールズが海軍の退職金を基に創設した「王太子財団」はその活動を2003年に広報したところ、大きな反響を受け、王室構成員の長年にわたる様々な慈善・福祉活動が広く知られるようになった。こうした甲斐あって、チャールズは長年の恋人であったカミラと、強固な反対活動にも見舞われず再婚を果たした。
また、王室の歳費についても、王室の収入が一度国家予算に組み込まれていたことから、「税金で養っている」という誤解が生じていた。2011年に王室歳費法が成立し、王室予算の独立性・透明性・健全性の向上を図った。
- 1991年5月14日、訪米時、ブッシュ米大統領夫妻と女王夫妻
- 1992年10月19日、訪独時、アウグストゥスブルク城にて、フォン・ヴァイツゼッカー独大統領夫妻と女王夫妻

### ブレア首相の改革とオーストラリア国民投票

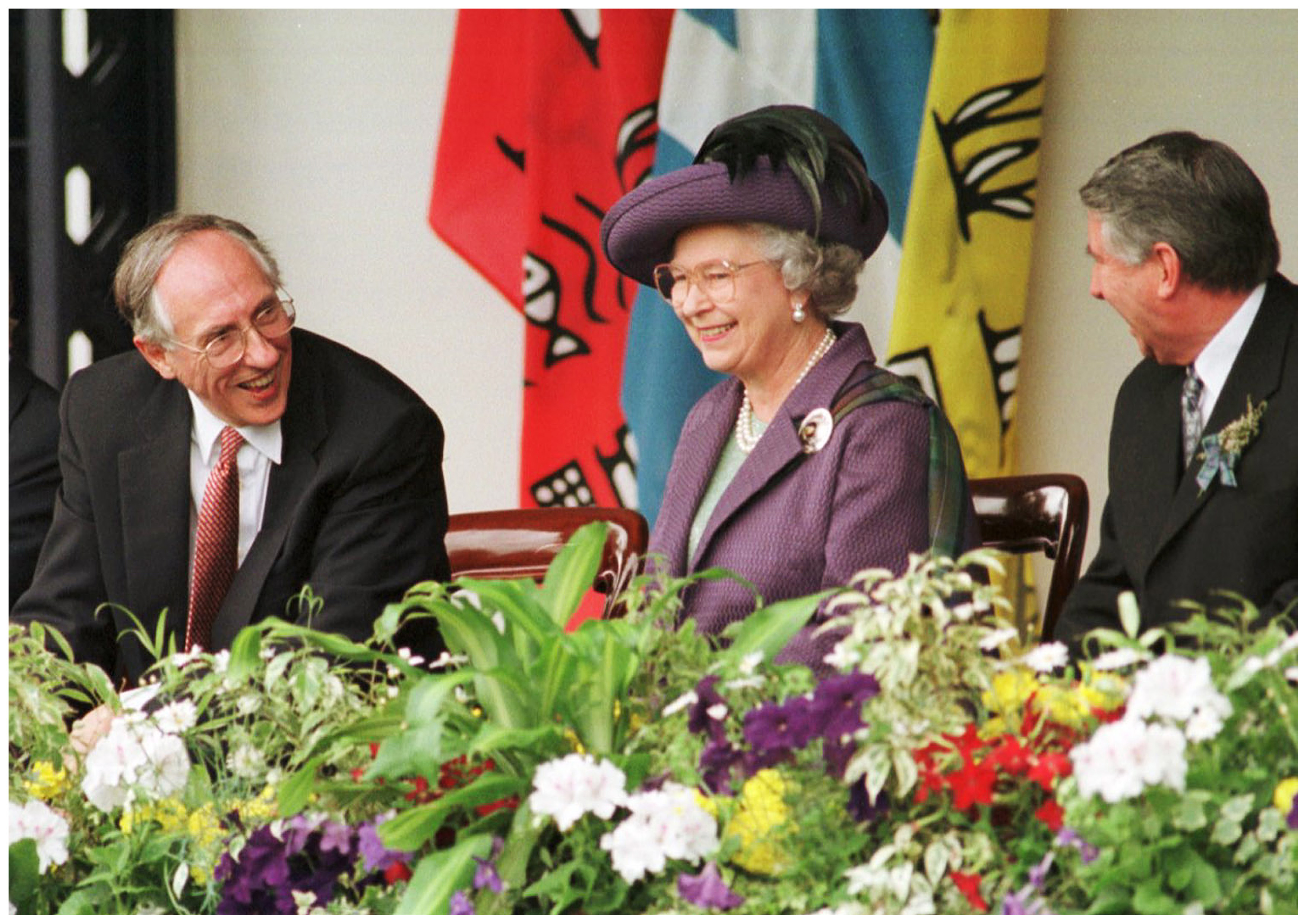
1999年7月1日、スコットランド議会開会に臨席

王室が大きな危機と変革の時を迎える1997年、20世紀で最も若い首相として労働党のトニー・ブレアが就任した。ブレアの急進的な改革は、女王に大きな衝撃を与えた。
ブレアは前々首相のサッチャー時代に推進された中央集権体制を覆し、再び権限移譲を推進した。就任早々1997年9月に、スコットランド及びウェールズで立法権の付与と議会の設置が決定した。翌1998年4月のベルファスト合意（聖金曜日の合意）により、北アイルランド問題の解決へ大きく進展するとともに、北アイルランドにも立法権付与と議会設置が行われることになった。
そして1999年には、貴族院改革として、世襲貴族の議席を全廃する案を提示した。最終的には、世襲貴族が92議席に大幅に限定され、1958年の一代貴族法による一代貴族たちの比率が上昇することとなった。
20世紀を通じ、段階的に自治権や主権を拡大し、また白豪主義廃止以降はアジア系移民が増加してきたオーストラリアでは、2000年シドニーオリンピックを控えた1999年11月に共和制導入を問う国民投票が行われたものの、否決された。ただし、これは複数の共和制の案の悪いものであったためで、世論調査からも、共和制移行そのものが否定されたわけではなかった。女王は翌2000年3月に同地を訪問し、国民投票の結果を尊重するとして女王としての責務を果たすことを表明した。この後、女王は十数回にわたり、オーストラリアを訪問することとなる。
2001年9月11日、アメリカ同時多発テロ事件を機に、米国は対テロ戦争（アフガニスタン紛争、イラク戦争）へ進み、ブレア政権もこれに追従した。特にイラク戦争に際して、ジョージ・W・ブッシュ米大統領は、2002年1月の一般教書演説で「悪の枢軸」と名指しし、イラクが大量破壊兵器を保有していることを2003年3月20日開戦の根拠に掲げていたにもかかわらず該当する兵器はついに発見されなかった。独仏等の欧州各国が米国を批判し対米関係が決裂する中、唯一英国のみが米国を支持した。
世界中から批判を受けたブッシュ米大統領は、ブレア首相の要請により、2003年11月に米大統領として第二次世界大戦後初の国賓として英国を訪問することとなった。エリザベス2世は即位後3回、国賓として訪米しており、「特別な関係 (Special Relationship)」とされた戦後の英米関係が対等ではないことを象徴していた。ブッシュ米大統領の訪英は成功し、翌年の大統領選挙で再選を果たすと、2007年に訪米した女王を出迎えた。
2010年7月6日、エリザベス2世は国際連合総会で、53年ぶりに2回目の演説を行い、国際外交の生き証人として尊敬を集めた。
- 2003年6月24日、訪英したプーチン露大統領と
- 2007年5月7日、訪米時、ブッシュ大統領夫妻と女王夫妻
- 訪米時、ブッシュ大統領と杯を交わす女王
- 2009年撮影、オーストラリア女王としてのエリザベス2世（オーストラリア勲章（英語版）を佩用）

### アイルランドとの和解と在位60周年

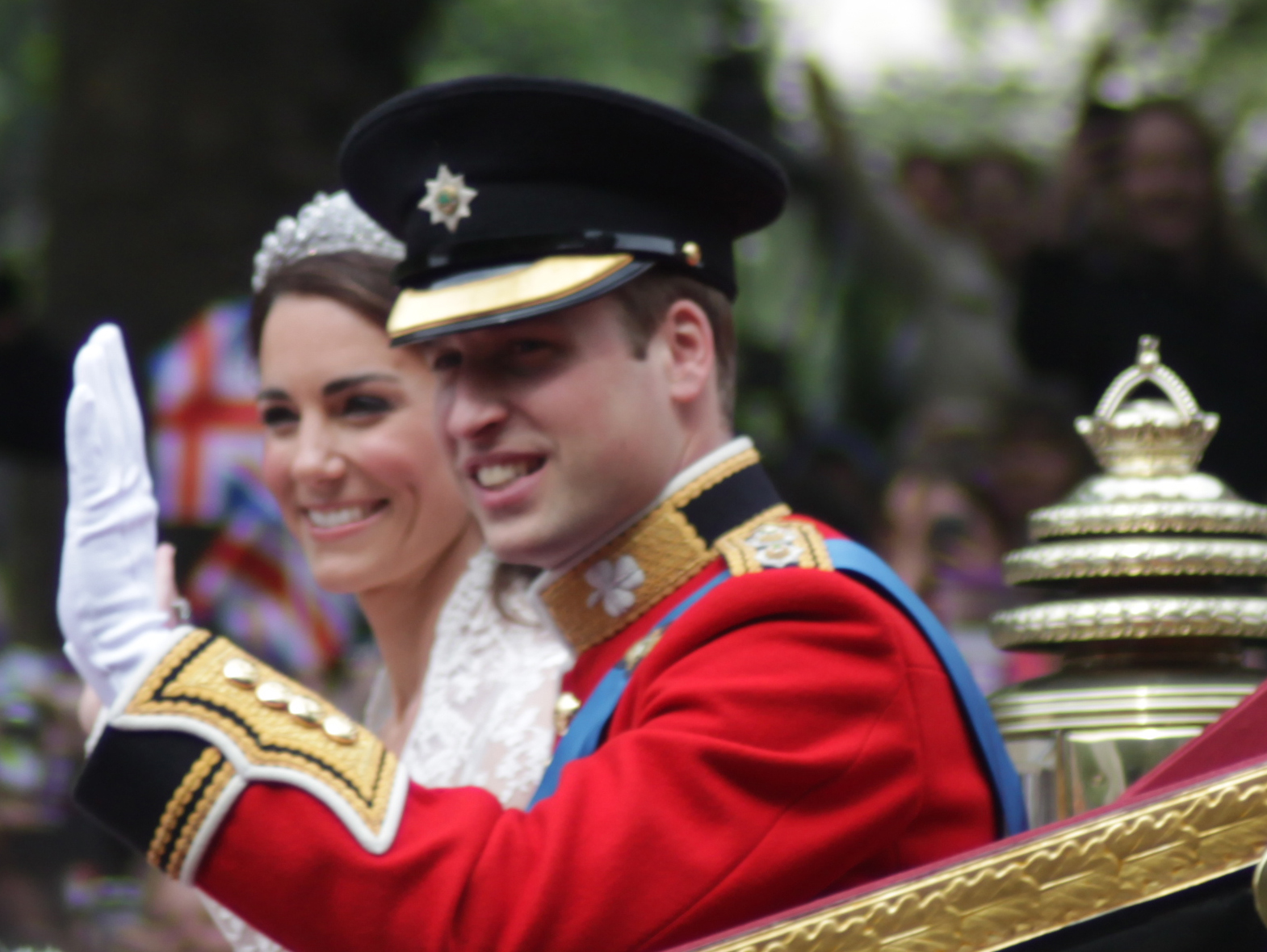
2011年4月、女王の命によりアイルランド近衛連隊長の制服を婚礼で着用したウィリアム王子

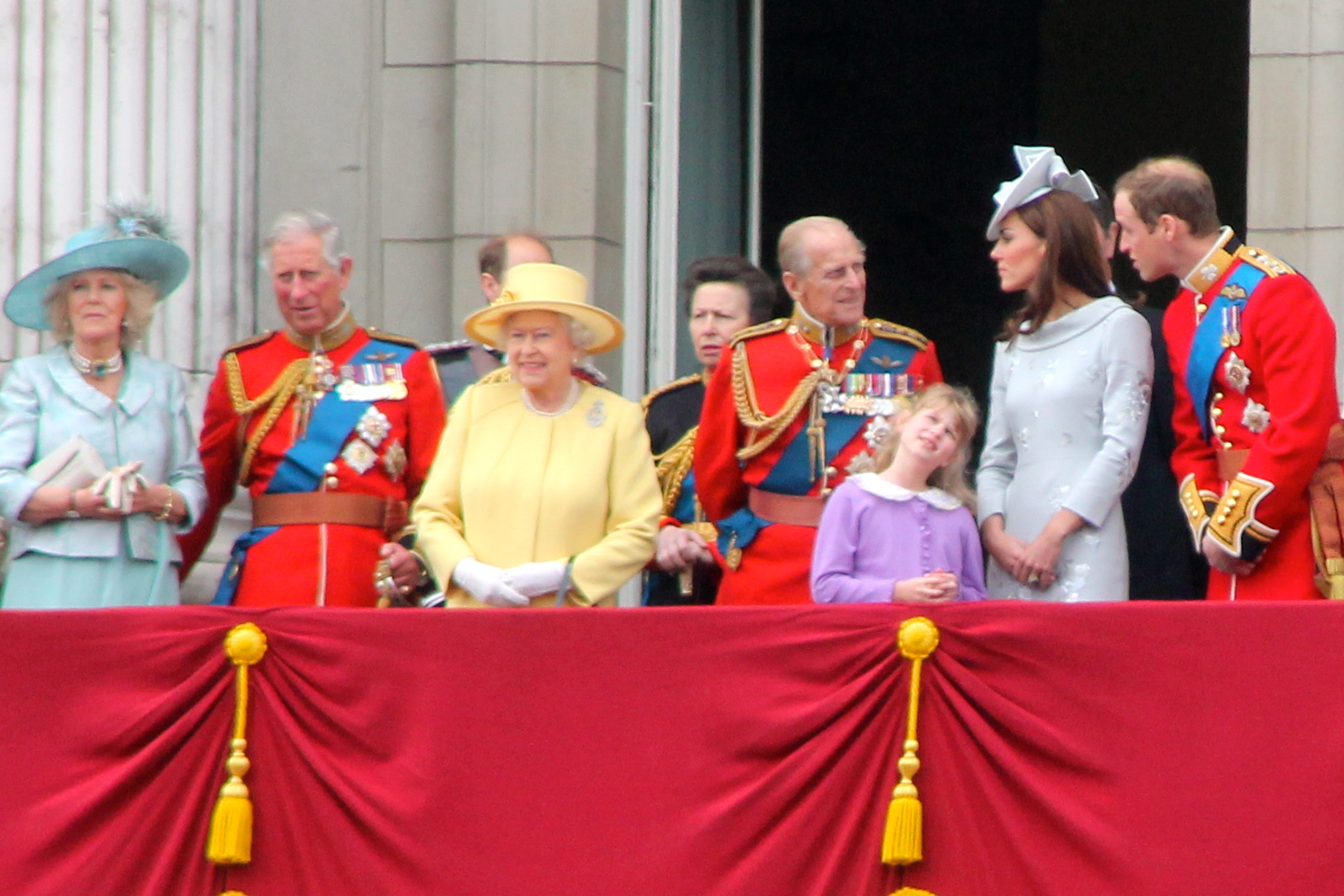
2012年6月、在位60周年記念式典で国民の歓呼に応える王族たち

2011年4月29日、孫で王位継承順位第2位のウィリアム王子が、学生時代から交際していたキャサリン・ミドルトンと結婚した。キャサリン（愛称：ケイト）は、資産家令嬢であるものの平民であったが、女王はその人柄と、何より長年交際していたことから、子供たちのように結婚生活が破綻しないだろうと安心していた。
女王は結婚に先立ち、ウィリアムをアイルランド近衛連隊長に任命しており、二人の婚礼で、ウィリアムは女王の命によりアイルランド近衛連隊の制服を着用していた。同日、女王はウィリアムをケンブリッジ公爵に叙爵した。
そして同年5月17日、1911年の祖父ジョージ5世による訪問以来、ちょうど100年ぶりにイギリスの君主としてアイルランド共和国を公式訪問している。1911年当時はイギリスの植民地（グレートブリテン及びアイルランド連合王国の一部）であったため、独立後としては初の訪問である。1998年のベルファスト合意後の国民投票により、アイルランド共和国の北アイルランド領有放棄等が行われ、北アイルランド問題は一応の解決を見ていた。そこで、女王が祖父ジョージ5世のアイルランド訪問100周年を記念して、イギリスの君主としてアイルランドを再訪することで両国の和解と友好を図ることとなった。ダブリン城での晩餐会に、エリザベス2世はシャムロックの意匠のドレスと、アイルランドの象徴である竪琴（アイルランドの国章を参照）のブローチを新たに制作して着用し、さらに身に付けたティアラは祖母メアリ王妃が結婚する際、1893年に少女たちからの募金で献上された「グレート・ブリテンとアイルランドの少女たちのティアラ」（Girls of Great Britain and Ireland Tiara）だった。
翌2012年は、いよいよ在位60周年記念式典に向けた巡幸を行い、6月に北アイルランドも訪問した。そして、マウントバッテン卿爆殺を指示したとされる元IRA暫定派で北アイルランド副首相のマーティン・マクギネスと握手を交わし、和解を象徴づけた。各地の巡幸は、高齢となった女王自身は国内に専念し、チャールズ王太子夫妻やケンブリッジ公夫妻をはじめとする王室構成員総出で世界中のコモンウェルスを訪問した。5月18日の午餐会では、ヨーロッパのみならず日本の第125代天皇（当時、現：明仁上皇）等を含むアジアやアフリカ等、世界中の王候が集った。
6月にはビッグ・ベンの時計塔が在位60周年を記念し「エリザベス・タワー」に改称された。そして7月には、2012年ロンドンオリンピックが開催され、007シリーズに因んだ演出で臨場した女王は、開催国の国家元首として開会宣言を行った（#逸話も参照）。

### スコットランド独立問題
2013年4月、1歳年長のサッチャー元首相が逝去し、女王はその準国葬に参列した。女王が臣下の葬儀に参列するのは、チャーチル元首相の国葬以来であった。
同年には、戴冠式から60周年を記念し、ジョージ4世・ステート・ダイアデムを身に付け王宮内で微笑む写真と、スコットランドの原野でシッスル勲章のローブを着用した険しい表情の写真が公表された。後者の写真が撮影された背景には、スコットランド独立運動の高まりがあった。
そもそも2011年に、スコットランドの連合王国からの独立を掲げるスコットランド国民党（SNP）が過半数を獲得したため、翌2012年のエディンバラ合意に基づき、2014年9月に独立を問う住民投票が行われる予定だった。ケンブリッジ公夫妻は大学時代をスコットランドで過ごしていたため、当地では英王室は高い人気を誇っており、さらに女王は、エディンバラ合意の前にウィリアム王子をシッスル勲爵士に叙していた。王室人気により、投票は結局否決されたが、可決されたとしても、エリザベス2世が引き続きスコットランド女王を兼ねる可能性があった。
- 2011年7月1日、スコットランド議会開会で演説する女王

### ブレグジット
2015年5月の総選挙で、デーヴィッド・キャメロン首相は欧州連合加盟継続の是非を問うことを公約にして勝利する。そこで翌2016年6月23日にイギリスの欧州連合離脱是非を問う国民投票が行われた結果、僅差で離脱派が勝利した。キャメロン首相は辞職し、英国2人目の女性首相テリーザ・メイが就任した。メイ政権下の交渉の結果、2017年3月29日に2年以内の離脱が決まると、政府は王族たちに親善外交の協力を求めた。
今度は、女王の曾孫世代まで総動員し、欧州各国を訪問した。特に、英国北アイルランドとアイルランド共和国の国境管理問題が生起する北アイルランドへは、世界中の注目を集めた結婚後まもない孫のサセックス公ヘンリー王子とメーガン妃を遣わした。
さらに、地中海の要衝であるジブラルタルを巡っては、スペイン王国及び同国王室と度々問題が起こってきていた。女王が即位直後の巡幸最後の立ち寄り先が同地であり、またチャールズ王太子とダイアナの新婚旅行先であることが発覚するや、スペインのフアン・カルロス1世夫妻は結婚式への出席を取りやめている。同地は、英国全体の離脱投票結果と大きく異なり、EU残留派が実に96%を占めていた。女王は、3年前の2014年に即位したばかりの新スペイン国王フェリペ6世夫妻の初訪英が2017年7月に行われた際、フェリペ6世にガーター勲章を授与した。翌2018年10月に、2013年に即位したオランダのウィレム＝アレクサンダー国王夫妻の初訪英でも、ガーター勲章を授与している。通常、初訪英時にはロイヤル・ヴィクトリア勲章の贈呈が慣例であり、これら「破格」の贈り物には、「見返り」を期待する外交的意味が込められていたとされる。
2020年1月31日午後11時（グリニッジ標準時）、英国は欧州連合から正式に離脱した。
- 2012年、外務・英連邦省を訪問する女王、ヘイグ外相とともに
- 2014年7月、空母クイーン・エリザベスの命名を行った女王
- 2015年3月、メキシコ訪問時、アギラ・アステカ勲章（英語版）の頸飾を佩用。
- 2015年6月、訪独時、ヨアヒム・ガウク独大統領及びフォルカー・ボフィエーヘッセン州首相らと女王夫妻

### 晩年
2016年に90歳を迎え、高齢のため公務の一部を徐々にチャールズ王太子に引き継ぐようにはなっていたものの、精力的に公務を行っていた。2017年8月2日に当時96歳となった夫のフィリップ王配が単独の公務から引退したが、女王自身は引退せず、2022年の崩御まで公務を継続した。2017同年11月20日に成婚70周年を迎え、これは60周年の時と同様、イギリスの君主として初である。
2018年には「エリザベス女王英国デザイン賞」を創設して、若手デザイナーの支援を始めた。
2021年4月9日、夫のエディンバラ公フィリップが薨去する（99歳没）。結婚生活74年での死別となった。
2022年2月6日、イギリスの歴代君主として初めて在位70年を迎え、同年6月2日から5日に亘って祝賀行事（プラチナ・ジュビリー）が催された。2日と3日は祝日とされ、4連休となった。最大の見せ場であるパレードは欠席したが、宮殿のバルコニーに他の王室メンバーとともに姿を見せた。また3日に催されたセントポール大聖堂でのミサも欠席した。4日にはエプソム・ダウンズにて競馬観戦したのち、宮殿にてBBC主催のコンサートであるプラチナ・パーティーに出席した。これはバッキンガム宮殿から生中継された。また、サンドリンガムハウスの庭園も一般向けに開かれ、祝典の一環として同番組のパブリックビューイングも開催された。6月5日の「ビッグ・ジュビリー・ランチ」をもって連休は幕を閉じた。在位70周年を記念して、くまのパディントンとエリザベス女王がお茶をするコミカルな短編動画が制作・公開された（女王役は本人が演じた）。この短編動画で英国映画TV芸術アカデミーTV部門の「記憶に残る瞬間賞」を受賞。
同年夏も毎年恒例となっているバルモラル城に滞在し、その間に首相がボリス・ジョンソンから3人目の女性首相であるリズ・トラスに交代することとなったが、通常であればバッキンガム宮殿にて手続きを行うところを、移動が困難のため9月6日に両人がバルモラル城を訪れ、辞表提出と首相任命式を執り行った。

#### 崩御
2022年9月8日、英王室は「女王の健康が懸念される状態となり、以降は医師団の監督下に置かれる」と発表したが、同日、バルモラル城において崩御した。96歳没。9月29日にスコットランド国立公文書館(NRS)によって公表された死亡診断書によれば、死因は老衰で、死亡時刻は午後3時10分（BST、日本時間同11時10分）であった。なおジョンソン元首相は自身の回想録にて、女王は崩御する1年以上前から骨肉腫を患っていたとしている。
これに伴い、長男のチャールズ王太子が新たに王位を継承し、チャールズ3世としてイギリス国王に即位した。
9月19日、ウェストミンスター寺院で国葬が執り行われた（日本からは、天皇皇后が参列）。その後遺体はウィンザー城内の聖ジョージ礼拝堂に埋葬された。墓碑には父のジョージ6世、母のエリザベス王太后、夫のエディンバラ公フィリップと並んで、エリザベス2世の名が刻まれた。英メディアによると、ベルギー産の黒大理石に、真ちゅう製の文字がはめ込まれている。
- 2018年7月、訪英したトランプ米大統領と共に儀仗を受ける女王
- 2019年6月、訪英したトランプ米大統領夫妻と女王、チャールズ王太子夫妻
- 晩年（2021年6月、ウィンザー城の大回廊にて）
- ホリールード宮殿（エディンバラ）に掲示されたエリザベス2世の訃報。
「本日午後、バルモラルにて女王は安らかに崩御あらせられた。
国王と王妃は今晩はバルモラルに留まられ、明日ロンドンにお戻りになる。
2022年9月8日木曜日
（The Queen died peacefully at Balmoral this afternoon.
The King and The Queen Consort will remain at Balmoral this evening and will return to London tomorrow.
Thursday, 8th September 2022）」

## 称号

### イギリスにおける称号および呼称
エリザベス2世は、イギリスを含め15の国家の女王・元首であり、それぞれの国で異なる正式称号を所有していた。そのうち、イギリスにおける正式称号は以下のものである。
- Her Majesty Elizabeth the Second, By the Grace of God of the United Kingdom of Great Britain and Northern Ireland and of Her Other Realms and Territories Queen, Head of the Commonwealth, Defender of the Faith.
  - 直訳「神の恩寵による（英語版）、グレートブリテンおよび北部アイルランド連合王国ならびにその他のレルムおよび領域の女王、コモンウェルス首長、信仰の擁護者たるエリザベス2世陛下」

「信仰の擁護者」は、元来はマルティン・ルターに反対したヘンリー8世に対し、ローマ教皇レオ10世から授与された称号である。1534年の国王至上法によりイングランド国教会首長の称号となった。「レルム（英：Realms）」には君主国という意味があるが、ここでは英連邦王国を指す。領域は王室属領および海外領土を指す。また「コモンウェルス（英：Commonwealth）」には複数の意味があるが、ここでは「イギリス連邦」を指す。

### イギリスにおける称号および呼称の変遷
- 1926年4月21日 - 1936年12月11日
  - エリザベス・オブ・ヨーク王女殿下（Her Royal Highness Princess Elizabeth of York）
- 1936年12月11日 - 1947年11月20日
  - エリザベス王女殿下（Her Royal Highness The Princess Elizabeth）
- 1947年11月20日 - 1952年2月6日
  - エジンバラ公爵夫人エリザベス王女殿下（Her Royal Highness The Princess Elizabeth, Duchess of Edinburgh）
- 1952年2月6日 - 1953年5月28日
  - 女王陛下（Her Majesty The Queen）
  - 神の恩寵によるグレートブリテン、アイルランドおよびイギリス海外自治領の女王、信仰の擁護者（By the Grace of God, of Great Britain, Ireland and the British Dominions beyond the Seas Queen, Defender of the Faith）
- 1953年5月28日[165] - 2022年9月8日
  - 女王陛下（Her Majesty The Queen）
  - 神の恩寵によるグレートブリテンおよび北部アイルランド連合王国およびその他のレルムと領土の女王、コモンウェルス首長、信仰の擁護者（By the Grace of God, of the United Kingdom of Great Britain and Northern Ireland and of Her other Realms and Territories Queen, Head of the Commonwealth, Defender of the Faith）

#### イギリス国内での非公式な称号
イギリスの君主は王冠と統合された爵位の潜在的な保持者である。現在でも「ランカスター公領」を相続し、イギリスの内閣にはランカスター公領大臣が存在する。このため関連する行事等でランカスター公という呼称が用いられることもある。

### イギリス以外の称号

#### イギリス連邦
イギリス連邦においては独自の君主を有する国や共和国もあるが、エリザベス2世は「コモンウェルス首長」とされた。この称号は元首としての意味は持たないが、統合の象徴となっている。

#### 英連邦王国

紋章入りの旗

紋章入りのカナダの旗

エリザベス2世は、イギリス連邦に加盟する諸国のうち、彼女を元首とする国の元首であり、国王（女王）となった。正式称号はイギリスにおける正式称号と国名が異なる程度であるが、「信仰の擁護者」についてはカナダとニュージーランドのみが採用している。
英連邦王国を構成する国は、それぞれ独自の意見を持っている主権国家であり、ときにはそれらの国が政治・経済問題で対立することもある。エリザベス2世はこの場合対立する2つの君主であるという立場になる。ただし、いずれの国も立憲君主制国家であり、当該国の国法に定められた当該国の政治的手続きに従う必要があるため、エリザベス2世自身の政治的判断が求められることはない。
実際にイギリス以外の国の元首として公務に携わることもある。その国に滞在している場合は本人が直接行動する場合が多いが、直接本人が行動できない場合は代理人を通じて行動することもある。公務中の地位については、カナダの公務の場合はカナダ女王、オーストラリアの公務の場合はオーストラリア女王、パプアニューギニアの公務の場合はパプアニューギニア女王というように、対象国に合わせて変動する。
このような女王の公務のあり方の実例として、過去の近代オリンピックの開会宣言を挙げることができる。近代オリンピックの開会宣言はオリンピック憲章によって「開催国の国家元首がこれを行う」と定められている。
エリザベス2世女王を国家元首に戴くイギリス連邦諸国の中では、下表の通りカナダとオーストラリアとイギリスで計6回のオリンピックが、その在位中に開催された。うち、女王の名において行われた開会宣言は計3回あり、本人が直接開会宣言を行ったのは2回、女王の王配フィリップが女王の名代（代理人）として開会を宣言したのが1回を数え、イギリス女王、カナダ女王、オーストラリア女王の称号が用いられた。その他の大会は、事実上の国家元首である総督が自らの名のもとに開会を宣言した。
| 西暦   | 季 | オリンピック       | 開催国         | 開会宣言                                                         |
| ------ | -- | ------------------ | -------------- | ---------------------------------------------------------------- |
| 1956年 | 夏 | メルボルン五輪     | オーストラリア | オーストラリア女王の名代として夫の王配エディンバラ公が宣言代行。 |
| 1976年 | 夏 | モントリオール五輪 | カナダ         | カナダ女王としてエリザベス2世が宣言。                            |
| 1988年 | 冬 | カルガリー五輪     | カナダ         | カナダ総督としてジャンヌ・ソーヴェ総督が宣言代行。               |
| 2000年 | 夏 | シドニー五輪       | オーストラリア | オーストラリア総督としてウィリアム・ディーン総督が宣言代行。     |
| 2010年 | 冬 | バンクーバー五輪   | カナダ         | カナダ総督としてミカエル・ジャン総督が宣言代行。                 |
| 2012年 | 夏 | ロンドン五輪       | イギリス       | イギリス女王としてエリザベス2世が宣言。                          |

また、イギリス軍、カナダ軍、ニュージーランド軍においては名目上の最高司令官であり（実質上の最高司令権を有するのは、それぞれの政府の長たる首相）、英連邦諸国における複数の軍隊の名誉連隊長位を所持した。

#### 王室属領における称号
イギリスの王室属領は、イギリス諸島内にあるがイギリス政府の統治権下にはなく、イギリスの君主が保持する別の主権によって統治されている。マン島においては「マン島領主たる女王（Queen, Lord of Man）」 と呼ばれている。チャンネル諸島（ジャージー、ガーンジー）においては「ノルマンディー公たる女王（Duke of Normandy, Our Queen）」となる。

## 人物

### 競馬との関係

エリザベス2世の勝負服

近代競馬発祥の地であるイギリスにおいては、競馬を庇護・発展させる君主がしばしば現れている。エリザベス2世も競馬の熱心なパトロンであった。イギリス史上初めて、スポーツ団体に勅許を与えてジョッキークラブの決定に法的基盤を付与したのはエリザベス2世である。この結果、200年以上にわたって「先例」でしかなかったジョッキークラブの裁定には法的な根拠が認められることになり、権威と権限が大幅に強化されることになった。また、ニューマーケットに英国国立牧場を移したのもエリザベス2世である。
エリザベス2世は馬主としてだけでなく生産者（すなわちオーナーブリーダー）としても大きな成功を収めた。両親の名を冠したキングジョージ6世&クイーンエリザベスステークスの優勝馬オリオールのほか、4頭のクラシック競走優勝馬など、所有馬には数々のステークス優勝馬がいる（詳細）。
1954年と1957年にはイギリスのリーディングオーナー（所有馬の獲得賞金額首位）となった。在位中にこのタイトルを複数回獲得した君主は史上にエリザベス2世のみである。所有馬に騎乗する騎手が着用する勝負服は、紫色の胴部に金ボタンと刺繍をあしらい、袖色は赤。帽子は黒のベルベット地、頭頂部に金モールをあしらったものを使用している。
1973年9月、日本の田中角栄首相（当時）がイギリスを訪問し、エリザベス女王との謁見に臨んだ際、田中首相に「日本の名もない人たちがきて、イギリスのいい種馬（プリンスリーギフト系・ネヴァーセイダイ系などを参照）をみんな買っていってしまいます。どうするつもりなのでしょう」と苦言を呈している。しかし馬主でもあった田中はかつて女王の所有馬であり、日本へ輸出されたゲイタイムが2頭の日本ダービー馬を出したことを話し、「ぜひ日本へいらしてください。東京競馬場を案内します」と言ったら二人で大笑いとなった。
イギリスにおける牡馬・牝馬のクラシック競走のうち、ダービーステークスのみ所有馬の優勝がない。2011年には所有馬のカールトンハウスが1番人気となり、85歳にして初のダービー制覇なるかと競馬界を超えて広くイギリス社会の注目を集めた。女王自身もエプソム競馬場でレースを天覧したが、落鉄のアクシデントなどもあり3着に終わった。
2013年6月、英王室が主催するロイヤルアスコット開催において、所有馬のエスティメイトがゴールドカップに優勝し、馬主として36年ぶりにGIを制覇するとともに「自分自身に優勝トロフィーを授与」した。
ロイヤルアスコット開催時には、毎年宮殿から馬車でアスコット競馬場へ向かうのが慣例である。ロイヤルアスコット開催のレースにおける優勝馬の関係者は、エリザベス2世などが出席するイギリス王室主催の茶会に招かれる。
イギリスの「クイーンエリザベス2世ステークス」、米国の「クイーンエリザベス2世チャレンジカップステークス」、日本の「エリザベス女王杯」、イギリスの植民地であった香港の「クイーンエリザベス2世カップ」など、エリザベス2世の名を冠した競走が世界各地に存在している。
またブリティッシュ・チャンピオンズシリーズ名誉の殿堂にも入っている。

#### 主な所有馬
- Aureole（オリオール） - ジョージ6世が生産し、1954年キングジョージ6世&クイーンエリザベスステークス、コロネーションカップなどに優勝。種牡馬としても1960年、1961年にイギリスの首位種牡馬となる。
- Carrozza（カロッツァ）- 1957年オークスに優勝。馬主としてクラシック競走初優勝。
- Almeria（アルメリア）- 1957年ヨークシャーオークスなどに優勝。
- Above Suspicion（アバヴサスピション）- 1959年セントジェームズパレスステークスに優勝。
- Pall Mall （ペルメル）- 1958年2000ギニーに優勝。種牡馬となり、キョウエイタップやネオユニヴァースの祖先馬として血統表に名を残す。
- Canisbay（キャニスベイ） - 1965年エクリプスステークスに優勝。
- Hopefull Venture（ホープフルヴェンチャー）- 1968年サンクルー大賞などに優勝。オリオールの子。
- Highclere（ハイクレア）- 1974年1000ギニー、ディアヌ賞（フランスオークス）に優勝。日本ではディープインパクトの曽祖母として知られる。
- Milford（ミルフォード） - ハイクレアの産駒。父馬はミルリーフ。1979年にプリンセスオブウェールズステークス(英G2)やダービートライアルステークス(英G3)などに勝利。日本に輸出されて種牡馬となり、桜花賞3着のラックムゲンなどを出す。
- Height of Fashion（ハイトオブファッション）- ハイクレアの子。1981-1982年に3つの重賞競走に勝利。ナシュワン、ネイエフなどの母。
- Dunfermline（ダンファームライン） - 1977年オークス、セントレジャーステークスに優勝。後者でアレッジドを破る。1977年のタイムフォーム3歳牝馬チャンピオン。
- Estimate - 2013年カルティエ賞最優秀ステイヤー受賞。ゴールドカップ(英G1)優勝など。
- Portfolio（ポートフォリオ） - ディープインパクト産駒。女王がハイクレアの牝系に連なる日本のディープインパクトの産駒を望み、所有馬を日本へ送って交配させて誕生した[172]。

### クリケットとの関係

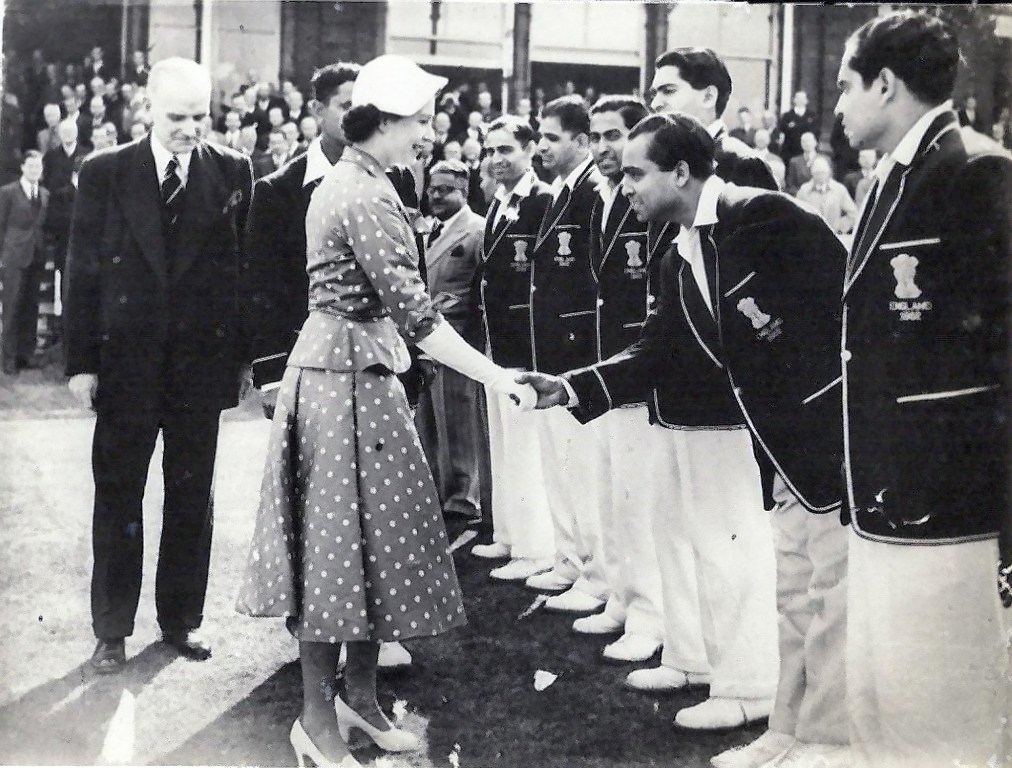
クリケットインド代表の選手と握手をするエリザベス2世（1952年）

クリケットの大ファンとして知られ、生涯に渡ってクリケットをサポートし続けた。王配のフィリップと同行して、クリケットの聖地と呼ばれるローズ・クリケット・グラウンドに公式訪問として33回訪れた。テニスのウィンブルドン選手権の公式訪問が生涯で4回であることと比較すると非常に多い。女王は王室の公務から早めに帰宅してクリケットの試合を観戦していたとも伝えられている。イングランドで開催された1975年、1983年、1983年、1999年のワールドカップでは、バッキンガム宮殿での歓迎会に全チームを招待した。女王在位中に26人のクリケット選手に大英帝国勲章のナイトの称号を授与した。また、フィリップは若い頃は熟練したクリケット選手であり、所属校ゴードンストンではキャプテンを務め、打者と投手を兼任する二刀流のオールラウンダーだった。世界のクリケット界に影響力の大きいメリルボーン・クリケット・クラブの会長職を歴任した。この会長職は自動的に国際競技連盟である国際クリケット評議会の議長職を兼任となっていた。

### 国民へのビデオメッセージ
- 祖父ジョージ5世から、代々の国王がBBCラジオで放送していたクリスマスメッセージを、1957年に初めてBBCテレビで生放送した[注釈 13]。現在はBBCが事前録画し、毎年12月25日のクリスマス（GMT）にBBCワールドニュースなどで、英連邦王国国外にもテレビ放送されている。
- 2018年12月25日朝に放送されたクリスマスメッセージのビデオ（録画：同年12月12日）では、「私たちを分断するものより、結び付ける者のほうがたくさんあります」、「違う考え方を持つ人同士が互いを尊重することが大事です」と強調した。これは当時、テリーザ・メイ政権が欧州連合（EU）と合意したブレグジット（イギリスのEU離脱）協定を巡ってイギリス議会が紛糾していたが、国家元首として女王は政治問題については中立の立場を保っているものの、イギリスが直面する国家にとって重要な課題を意識したとされた（結果的に、ボリス・ジョンソン政権下の2020年2月1日に、イギリスは正式にEUから離脱した）。また、「長寿は人を賢くすると信じる文化もあります。私もそう思いたい」とも話し、イエス・キリストの誕生に触れ、「この知恵には、人生におけるやっかいな矛盾を認めることも入るかもしれません。例えば、人間には善意を求める大きな気持ちと悪意を持つ能力があります」、さらに女王は4月に行われたイギリス連邦首脳会談に触れ、連邦の力は「愛の絆と、より良い平和な世界で暮らしたいという共通の願いにあります」と話した。そして、「どれほど深刻な違いがあっても、相手を尊重し、同じ人間として接することは常に、より良い理解への有効な一歩です」と話しその上で、「何年もの間、さまざまな変化を見てきましたが、私にとって信仰と家族と友情は、ただ不変のよりどころというだけでなく、個人的な安らぎと安心の源でした」と、女王は自らのキリスト教への強い信仰心を強調した[179]。
- 2019年のクリスマスメッセージのビデオでは、背景にヘンリー王子夫妻の写真が無いことが特に注目され、「国民や王子夫妻に対して何らかのメッセージを送っているのではないか」との憶測を呼んだ。結果的に、翌2020年の年明け早々、王子夫妻の王室離脱（同年3月31日付でのサセックス公爵と公爵夫人の英国王室離脱）が発表された[180]。
- その他、エリザベス2世女王のイレギュラーなテレビ放送によるビデオメッセージとしては、1回目が1991年の湾岸戦争勃発に際して、2回目が1997年のダイアナ元王太子妃の死に際して、3回目が2002年の母エリザベス王太后の死に際して、4回目が2012年の自身の即位60周年に際してがある[181]。
- 2020年4月6日、2019新型コロナウイルス（COVID-19）の感染拡大局面にて、国民に慰撫と激励のメッセージを送るとともに、最前線で立ち向かう医療従事者たちに謝意を表した。クリスマス以外にビデオメッセージを送ることは稀であり、即位後5回目の出来事であった。第二次世界大戦中に自身が初のラジオスピーチを行ったことにも触れ、メッセージの最後は当時の国民的歌謡曲、ヴェラ・リンの『We will meet again』を引用して、「より良い日は巡ってきます。また会いましょう」と締めくくった[181][182][183]。

## 逸話

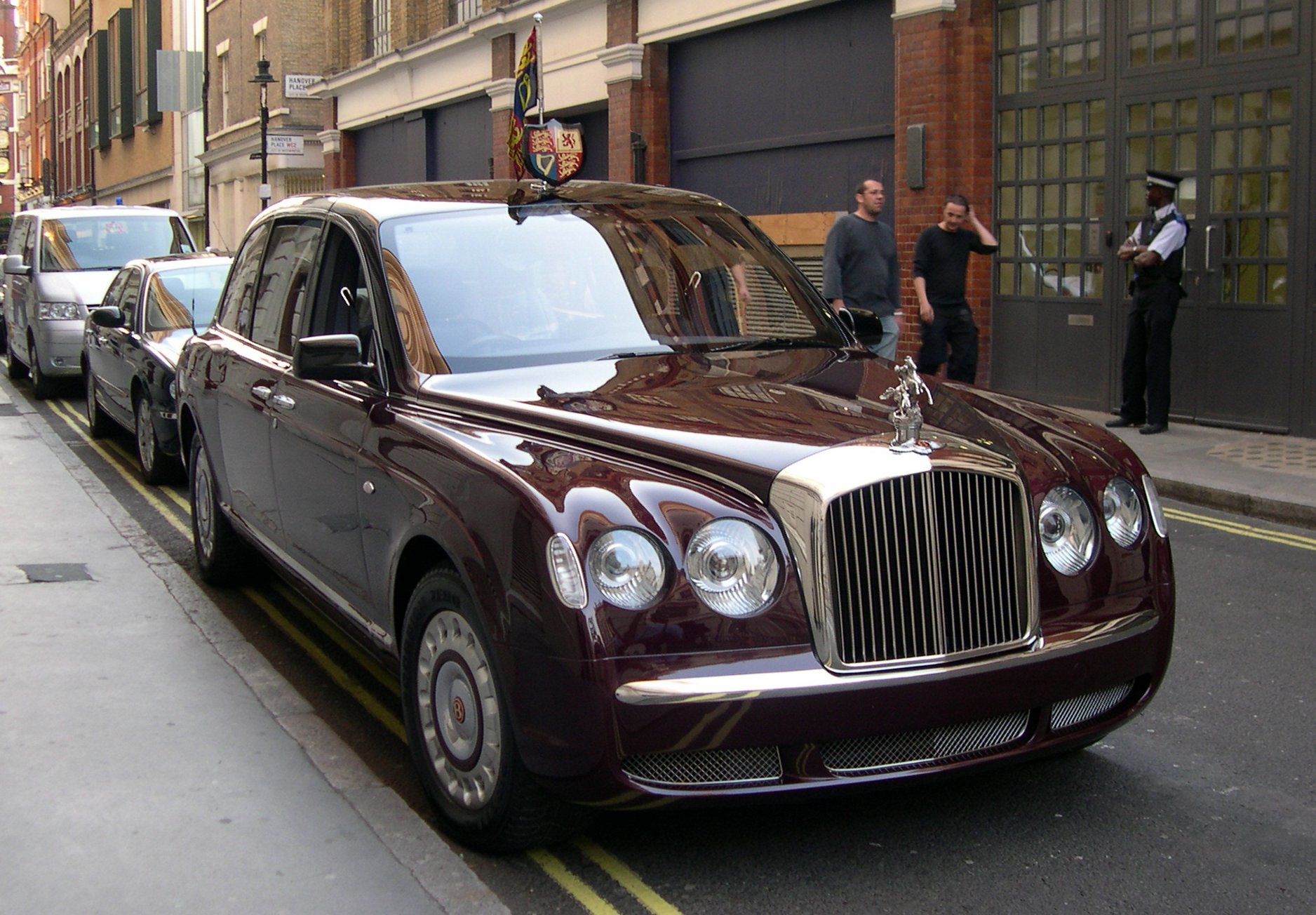
公用車のベントレー・ステートリムジン

- 2002年の即位50周年記念に、イギリスの自動車製造者協会からベントレー・ステートリムジンが公用車として進呈された。
- 愛犬家であり、生前には30匹以上も飼っていた[184]。少女時代に先代国王の父ジョージ6世が遊び相手として与えたことから、ウェルシュ・コーギー・ペンブロークを飼っていた。その他にレトリーバーも飼っていた。国内旅行時には、可能な限り愛犬達を同伴する。2012年のロンドンオリンピックの開会式のために制作された『幸福と栄光を（英語版）』という短編映画でジェームズ・ボンドと共演したが、このときも愛犬たちも出演している。
- 「クイーン・エリザベス」というバラが、即位の年である1952年に出された。在位50年の記念の年である2002年には「ジュビリー・セレブレーション」、在位60年の記念の年である2012年には「ロイヤル・ジュビリー」、在位70年の2022年には「エリザベス」というバラが贈られている。
- 1953年6月2日のウェストミンスター寺院での女王エリザベス2世（当時：27歳）の戴冠式に参列するため日本の皇室から昭和天皇の名代として訪英していた皇太子明仁親王（当時：19歳、戴冠式での席次は17番目”その他大勢”の扱い）を、4日後の6月6日のエプソム競馬場でのダービー観戦で自身の隣席に誘い、会話を重ねた。かつて戦間期（日本の大正年間）の日英同盟時代に自身の祖父ジョージ5世国王が、（皇太子明仁親王の父親である）昭和天皇の（その当時の明仁親王とほぼ同じ年頃に）皇太子時代での訪英の折に歓迎し、日英の皇室王室間交流が始まった話などを振り返り、（第二次世界大戦で敵対した）戦後の日英関係の友好親善に尽力したとされる[185]。
- 上述の戴冠式に合わせてローズマリー・ヒューム（英語版）はチキンのカレー風味クリームソース和えであるコロネーションチキンを考案した（コロネーションは戴冠式の意）[186]。
- 女王自身が「時代に合わない」として、1958年を最後に、女王主催のバッキンガム宮殿舞踏会（デビュタント）は行われなくなった。その代替として、夏のガーデンパーティーが開催されている（BBC制作『ダイヤモンド・クイーン～王室の存亡と近代化～』）。
- 1975年5月7日-12日の訪日時（夫・フィリップ同伴）のエピソード
  - 東京都内の駐日英国大使館で黒柳徹子と面会した。黒柳はインタビューで「『（エリザベス女王：）どんなお仕事なの?』『（黒柳：）女王さまのテレビ中継です』『（エリザベス女王：）お仕事うまくいきました?』『（黒柳：）ええ、女王さまがうまくやってくださったので』みたいなやりとりで、女王さまは大笑いしてティアラと胸もとのダイヤモンドと真珠の飾りが揺れて燦然として、私は『（黒柳：）こんなの見たことない、美術館にあるのと同じだ』と思って口を開けて見てたんですけどね。私みたいにどんどん話しかける人がいなかったので、5分の予定が20分になっちゃって。女王様はたくさんお笑いになりました」と当時のことを振り返った[187]。
  - 東海道新幹線にも乗車した。東京都から京都府への移動時は当時の国鉄職員による賃上げストライキの影響により、空路に変更したため実現しなかったが、名古屋からの帰京時は予定通り新幹線が動いたため、乗車が実現した。女王は乗車時に「新幹線は時計より正確だと聞いております」と述べた。しかし、乗車当日は大雨の影響で乗車予定の列車が名古屋駅に2分遅れで到着した上、女王の大量の荷物（172個）を詰め込むのにも時間を要したため、3分遅れで名古屋駅を出発した。途中で浜名湖や富士山を女王に観賞して貰うために徐行もしたため、遅延は広がっていたが、国鉄や新幹線の威信のために運転士が新幹線を時速209キロ[注釈 14]で走行したこともあり、東京駅には定刻通りの時刻で到着した[91][188]。
- 1982年7月9日、午前7時に泥酔した男がバッキンガム宮殿に侵入し、女王の寝室に到着した。女王は電話で助けを求めたが、誤作動と見なされ、警備は来なかった。その後、なんとか席を外すことに成功し、女王は助けを求め、男は捕まった。男は前日でも宮殿に侵入していたことが判明した[189][190]。
- 2012年ロンドンオリンピックの開会式には、住居であるバッキンガム宮殿からダニエル・クレイグ演じるジェームズ・ボンドの身辺警護で、ヘリコプターでオリンピックスタジアム上空まで移動し、ユニオンジャック（英国国旗）のパラシュートで地上に降下し、貴賓席に姿を表す、という「サプライズ演出」がなされた（実際に飛び降りたのは無論女王本人ではなく、ゲイリー・コネリーというプロのスタントマン[191]）。この演出のためにダニー・ボイル監督とBBCによって『幸福と栄光を（英語版）』[注釈 15]という短編映画が制作されたが、ボンドが女王の召喚を請けて、バッキンガム宮殿の女王の私室に参内する場面では、女王本人が出演。その際に、私室内での出演のみならず、私室での動画撮影を許可している。女王在位60年、007シリーズ50周年の節目の年に、ジェームズ・ボンドとエリザベス女王が共演する『女王陛下の007』が現実のものとなった。この演出は元々は女王役をそっくりさんが務める前提で制作側がイギリス王室に許可を求めたところ、女王が「こんばんは、ボンドさん」というセリフを言うことを条件として、自身の出演を希望したため、実現した。また、この場面に女王が出演することはトップシークレット扱いとなっており、王室メンバーにも開会式まで伝えていなかったことが後年明らかになっている[192]。2013年4月、これらの功績により、英国映画テレビ芸術アカデミーから、英国アカデミー賞名誉賞を授与された。
- 2016年5月11日、園遊会において2015年10月の習近平中国国家主席（党総書記）の訪英に際して、中国外交使節団の振る舞いが大変無礼（very rude[193]）であったと発言、さらにルーシー・ドーシー警視長に「運が悪かったですね」と労いの言葉を掛け、駐中国イギリス特命全権大使に対しても中国側の対応が「酷く失礼でした」と述べていたことがBBCの取材で明らかとなり、女王の異例の発言として注目を集めた[194][195]。中国ではBBCワールドニュースが、この女王発言について報道する場面で、急にテレビ画面と音声を切断する報道検閲が行われた[196]。イギリス王室は「女王の私的な会話にはコメントしない。国賓としての訪問は大成功だった」とする声明を出した[196]。中国外交部報道局の陸慷（中国語版）報道官は「誰がその映像を流したのか、当事者に聞くべきだ」と定例記者会見で不快感と苛立ちを示した[197]。
- 普段の食事は自ら節制していたが、一方で「チョコレート好き」で、「特にチョコレートクッキーはあるだけ食べてしまうので、サービスする人間は注意しておりました」という[198]。また、ダークチョコレートを使ったものを出せば間違いなくお気に召した、と1982年から11年間シェフを務めた人物は述べている[199]。女王のバースデーケーキであるチョコレートのガナッシュケーキのレシピは、100年前から伝わるヴィクトリア女王（エリザベス2世の高祖母）のシェフのものだった、と同シェフは述べている[200]。また、朝食の主役は、常にコーンフレークであり、宮殿の温室で育てられたフルーツやマカダミアナッツが添えられていたとされる[201]。

## 子女
夫であるエディンバラ公爵フィリップとの間には、子女4人(3男1女)をもうけた。また、8人(4男4女)の孫、14人(6男8女)の曾孫がいる。

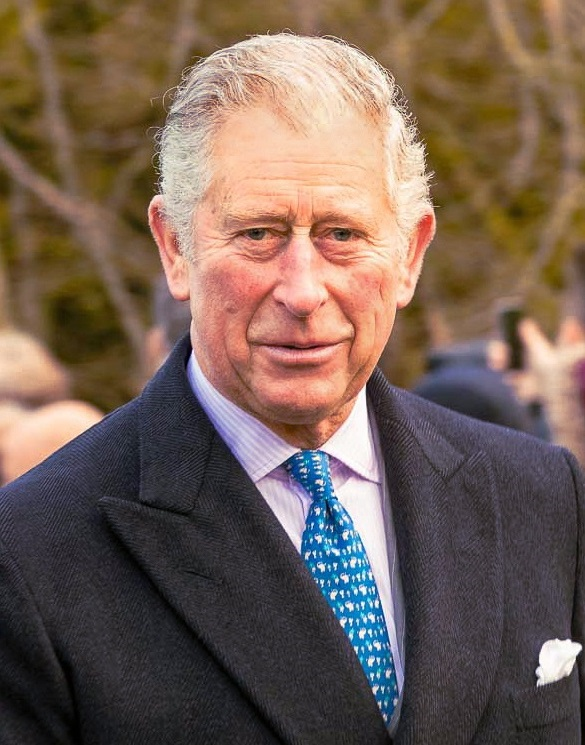
チャールズ (第1子/長男)
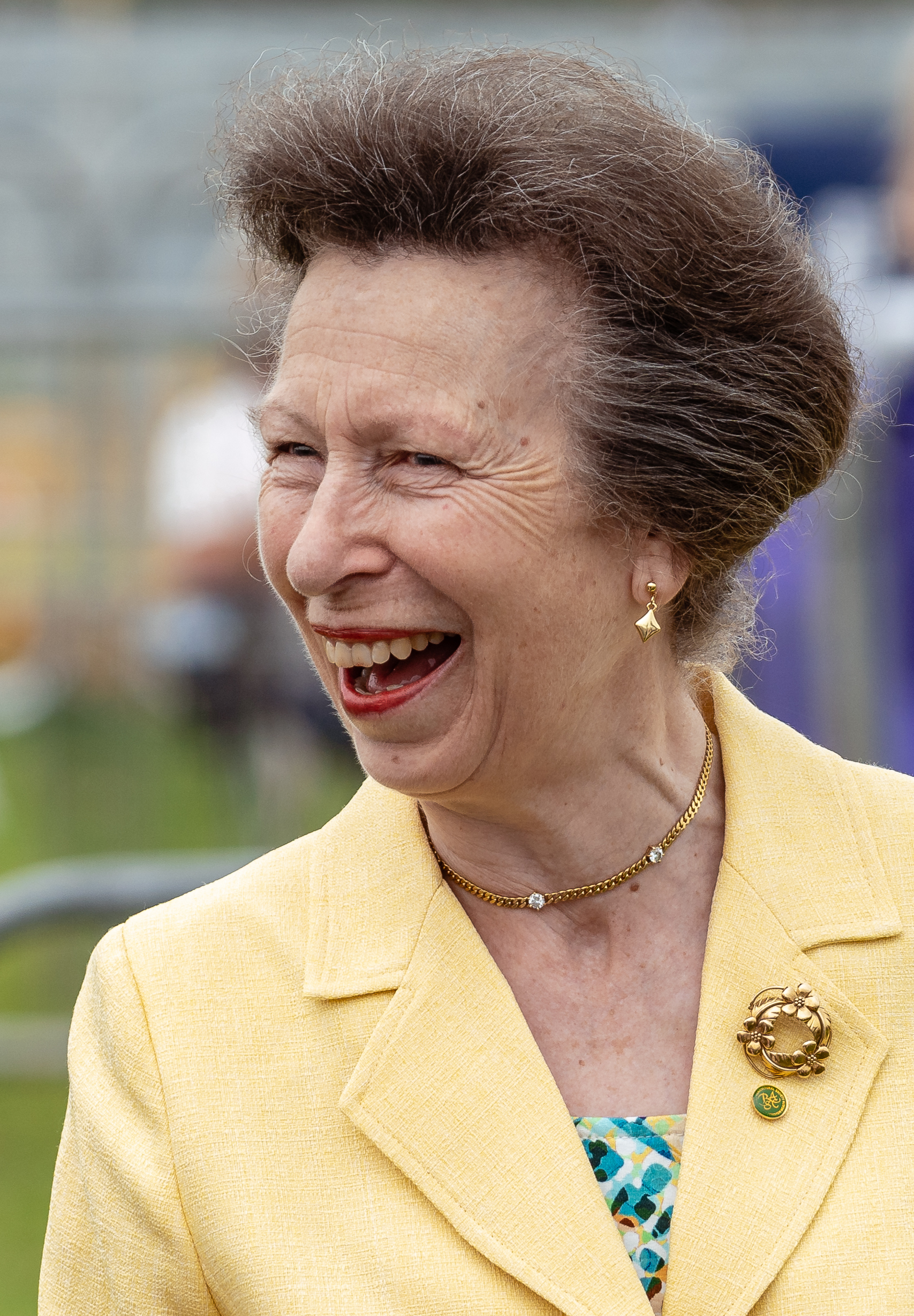
アン (第2子/長女)
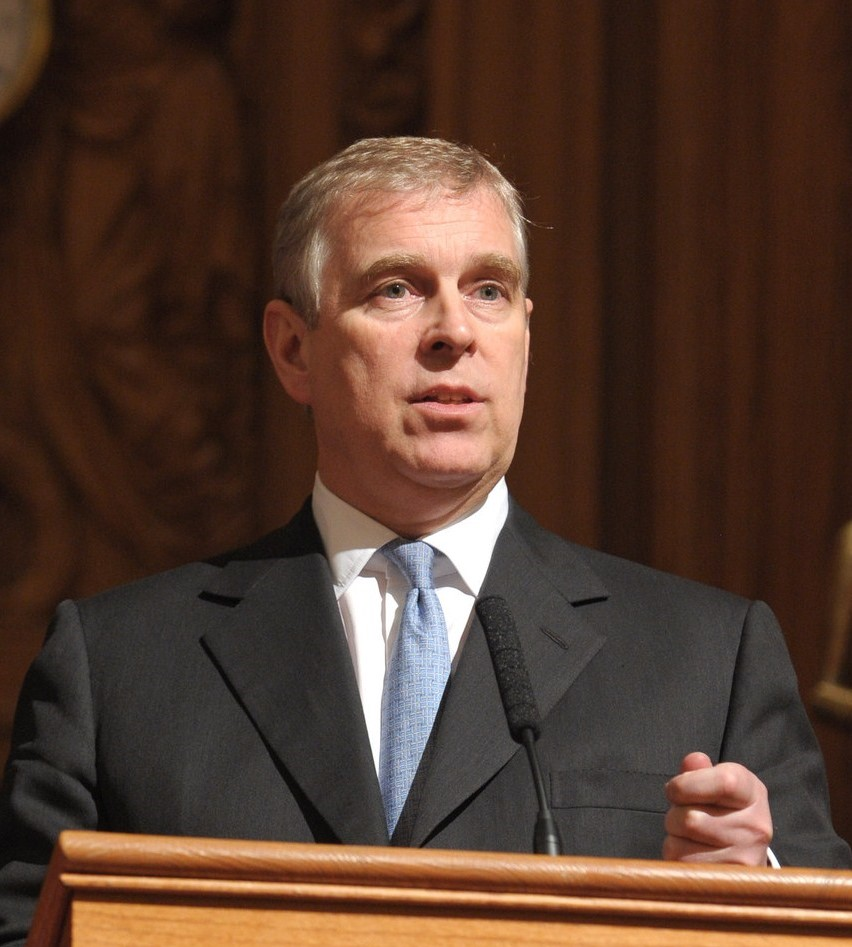
アンドルー (第3子/次男)
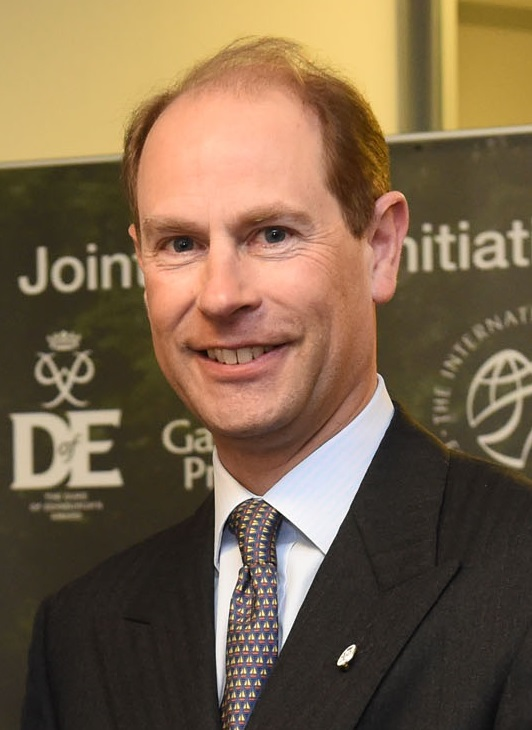
エドワード (第4子/三男)

| 名                             | 生年月日               | 結婚                             | 結婚                         | 子女                                                     | 孫                                                                                           |
| 名                             | 生年月日               | 年月日                           | 配偶者                       | 子女                                                     | 孫                                                                                           |
| ------------------------------ | ---------------------- | -------------------------------- | ---------------------------- | -------------------------------------------------------- | -------------------------------------------------------------------------------------------- |
| チャールズ3世                  | 1948年11月14日（76歳） | 1981年7月29日 1996年8月28日離婚  | レディ・ダイアナ・スペンサー | ウェールズ公ウィリアム                                   | ジョージ・オブ・ウェールズ王子 シャーロット・オブ・ウェールズ王女 ルイ・オブ・ウェールズ王子 |
| チャールズ3世                  | 1948年11月14日（76歳） | 1981年7月29日 1996年8月28日離婚  | レディ・ダイアナ・スペンサー | サセックス公爵ハリー王子                                 | アーチー・オブ・サセックス王子 リリベット・オブ・サセックス王女                              |
| チャールズ3世                  | 1948年11月14日（76歳） | 2005年4月9日                     | カミラ・パーカー・ボウルズ   | なし                                                     | なし                                                                                         |
| プリンセス・ロイヤル・アン     | 1950年8月15日（74歳）  | 1973年11月14日 1992年4月28日離婚 | マーク・フィリップス         | ピーター・フィリップス                                   | サバンナ・フィリップス アイラ・フィリップス                                                  |
| プリンセス・ロイヤル・アン     | 1950年8月15日（74歳）  | 1973年11月14日 1992年4月28日離婚 | マーク・フィリップス         | ザラ・ティンダル                                         | ミア・ティンダル レナ・ティンダル ルーカス・ティンダル                                       |
| プリンセス・ロイヤル・アン     | 1950年8月15日（74歳）  | 1992年12月12日                   | ティモシー・ローレンス       | なし                                                     | なし                                                                                         |
| ヨーク公爵アンドルー王子       | 1960年2月19日（65歳）  | 1986年7月23日 1996年5月30日離婚  | セーラ・ファーガソン         | エドアルド・マペッリ・モッツィ夫人ベアトリス王女         | シエナ・マペッリ・モッツィ アテナ・マペッリ・モッツィ                                        |
| ヨーク公爵アンドルー王子       | 1960年2月19日（65歳）  | 1986年7月23日 1996年5月30日離婚  | セーラ・ファーガソン         | ジャック・ブルックスバンク夫人ユージェニー王女           | オーガスト・ブルックスバンク アーネスト・ブルックスバンク                                    |
| エディンバラ公爵エドワード王子 | 1964年3月10日（61歳）  | 1999年6月19日                    | ソフィー・リース＝ジョーンズ | ルイーズ・マウントバッテン＝ウィンザー令嬢               | なし                                                                                         |
| エディンバラ公爵エドワード王子 | 1964年3月10日（61歳）  | 1999年6月19日                    | ソフィー・リース＝ジョーンズ | ウェセックス伯爵ジェームズ・マウントバッテン＝ウィンザー | なし                                                                                         |

## 租税回避地での資産運用
2017年11月6日、エリザベス2世英女王の個人資産のうち約15億円がタックス・ヘイヴン（租税回避地）で運用されていたことが明らかになった。
規制当局に処罰されたり、税金滞納で破産申請したりしたバミューダ諸島やケイマン諸島の企業が含まれていた。

## 関連作品

### 回想録
The little princesses（マリオン・クロフォード著、1950年）
エリザベス王女とマーガレット王女の家庭教師であったクロフィことマリオン・クロフォードが記した。クロフィは、退任後、王室のコテージに住む権利も与えられていたが、本書の出版が暴露本と受け止められ、居住の権利や王室との交流も途絶えてしまった。邦訳は下記の通り。
- 『王女物語 エリザベス女王の少女時代』村岡花子(訳)、ダヴィッド社、1952年。
  - 『王女物語 エリザベス女王の少女時代』村岡花子(訳)、西村保史郎(絵)、偕成社〈少年少女世界のノンフィクション16〉、1966年8月。ISBN 978-4037111601。

- 『王女物語 エリザベスとマーガレット』中村妙子(訳)、みすず書房、2020年12月。ISBN 978-4622089414。

### 映画
- 2006年のイギリス映画『クィーン』では、エリザベス2世女王をヘレン・ミレン（日本語吹替版：倉野章子）が演じた。
- 2010年のイギリス映画『英国王のスピーチ』では、幼少期のエリザベス王女を子役のフレイア・ウィルソン（日本語吹替版：山根舞）が演じた。
- 2015年のイギリス映画『ロイヤル・ナイト 英国王女の秘密の外出』では、エリザベス王女をサラ・ガドン（日本語吹替版：下山田綾華）が演じた。
- 2015年のアメリカ合衆国のアニメーション映画『ミニオンズ』では、エリザベス2世をジェニファー・ソーンダース（日本語吹替版：雨蘭咲木子）が声を演じた。
- 2016年のアメリカ合衆国のファンタジー映画『BFG: ビッグ・フレンドリー・ジャイアント』（原作者はイギリス児童文学作家ロアルド・ダール、監督：スティーヴン・スピルバーグ）では、ペネロープ・ウィルトン（日本語吹替版：鈴木弘子）がエリザベス2世役を演じた。
- 2019年のベルギーのアニメーション映画『ロイヤルコーギー レックスの大冒険』では、イギリス版ではジュリー・ウォルターズ、アメリカ版ではマリ・デヴォン（日本語吹替版：宮沢きよこ）がエリザベス2世の声を演じた。同作は、女王の愛犬ロイヤルコーギーをモデルとしている。
- 2021年のイギリス、アメリカ合衆国、ドイツ、チリの伝記ドラマ映画『スペンサー ダイアナの決意』（日本公開は2022年）では、エリザベス2世をステラ・ゴネットが演じた。
- 2022年のイギリス映画『エリザベス 女王陛下の微笑み』（ドキュメンタリー）

### テレビドラマ
- 『Bertie and Elizabeth』(2002年、カールトン・テレビジョン製作)では、エリザベス・ダーモット・ウォルシュがエリザベス王女役を演じた。

- Netflix配信テレビドラマシリーズ『ザ・クラウン』（原作・脚本：ピーター・モーガン、英米合同製作）では、3人の女優がエリザベス2世を演じている。
  - クレア・フォイ (シーズン1：2016年、シリーズ2：2017年、日本語吹替版：渋谷はるか)：青年期のエリザベス2世役
  - オリヴィア・コールマン (シーズン3：2019年、シリーズ4：2020年）：中年期のエリザベス2世役
  - イメルダ・スタウントン (シーズン5：2022年、シリーズ6：2023年)：晩年期のエリザベス2世役

### バラ

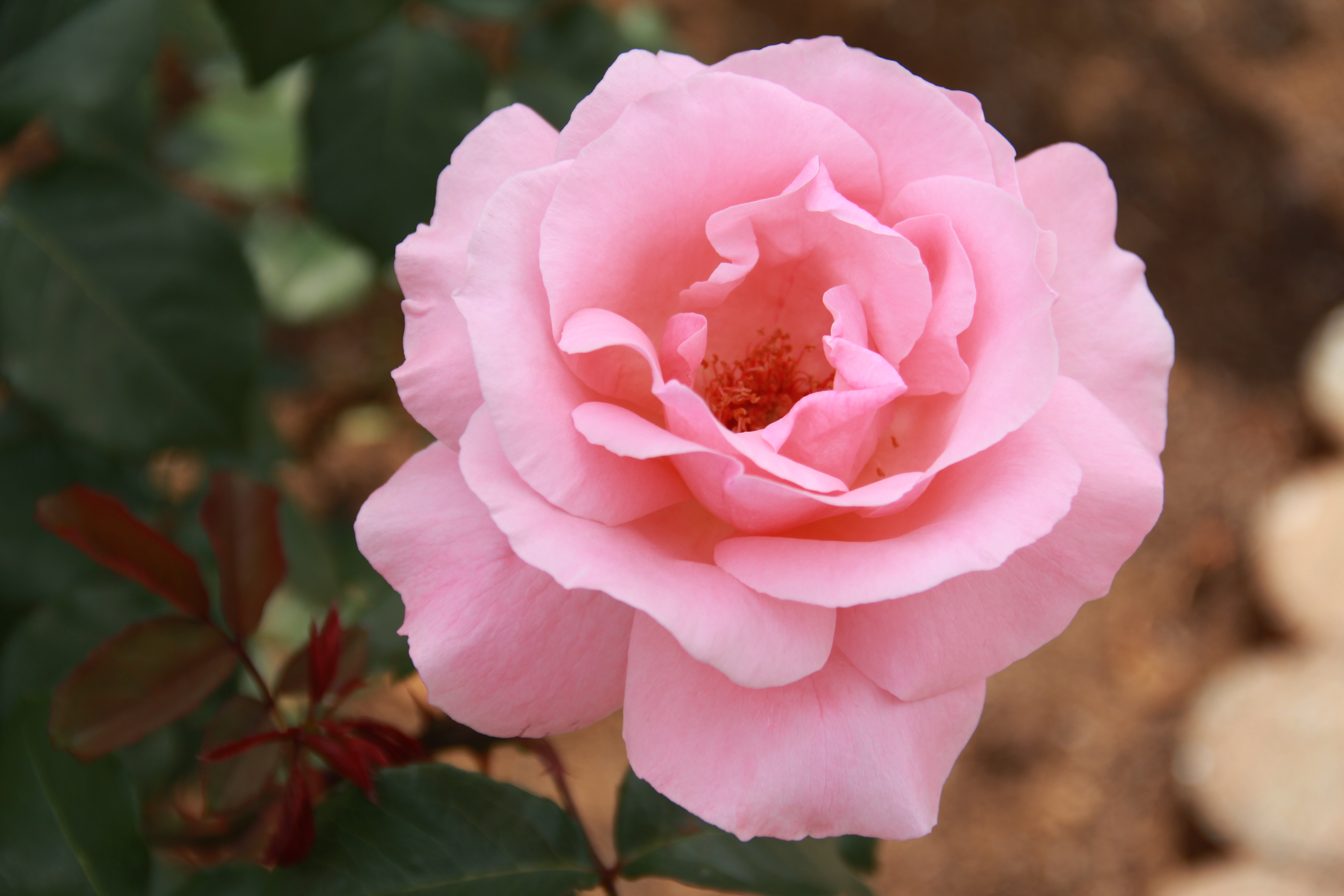
バラの園芸品種クイーン・エリザベス

クイーンエリザベス
ジャーメインズ社のDr. Walter E. Lammertsにより1951年以前に開発されたバラの園芸品種が、1952年のエリザベスの即位を祝して「クイーン・エリザベス」の名で1954年に品種登録された。ピンク色で病気に強い強健な品種で、系統はグランディフローラである。世界バラ会議殿堂入りのバラとして1979年に殿堂入りした。
第五福竜丸ビキニ環礁被爆事件の犠牲者久保山愛吉の妻すずが生前に育て、平和活動として株分けし、日本の多くのバラ園や施設に広く植樹されている「愛吉・すずのバラ」は、この品種である。
エリザベス
2022年に即位70周年を記念してデビッド・オースチン社よりバラ「エリザベス」が発表された。系統はシュラブ、色はライトピンク、登録名はAUSMajestyである。（冒頭の3文字AUSはデビッド・オースチン社Austinを表す）
ジュビリー・セレブレーション
デビッド・オースチン社より2002年に即位50周年記念として。
ロイヤル・ジュビリー
デビッド・オースチン社より2012年に即位60周年記念として。

### イベント

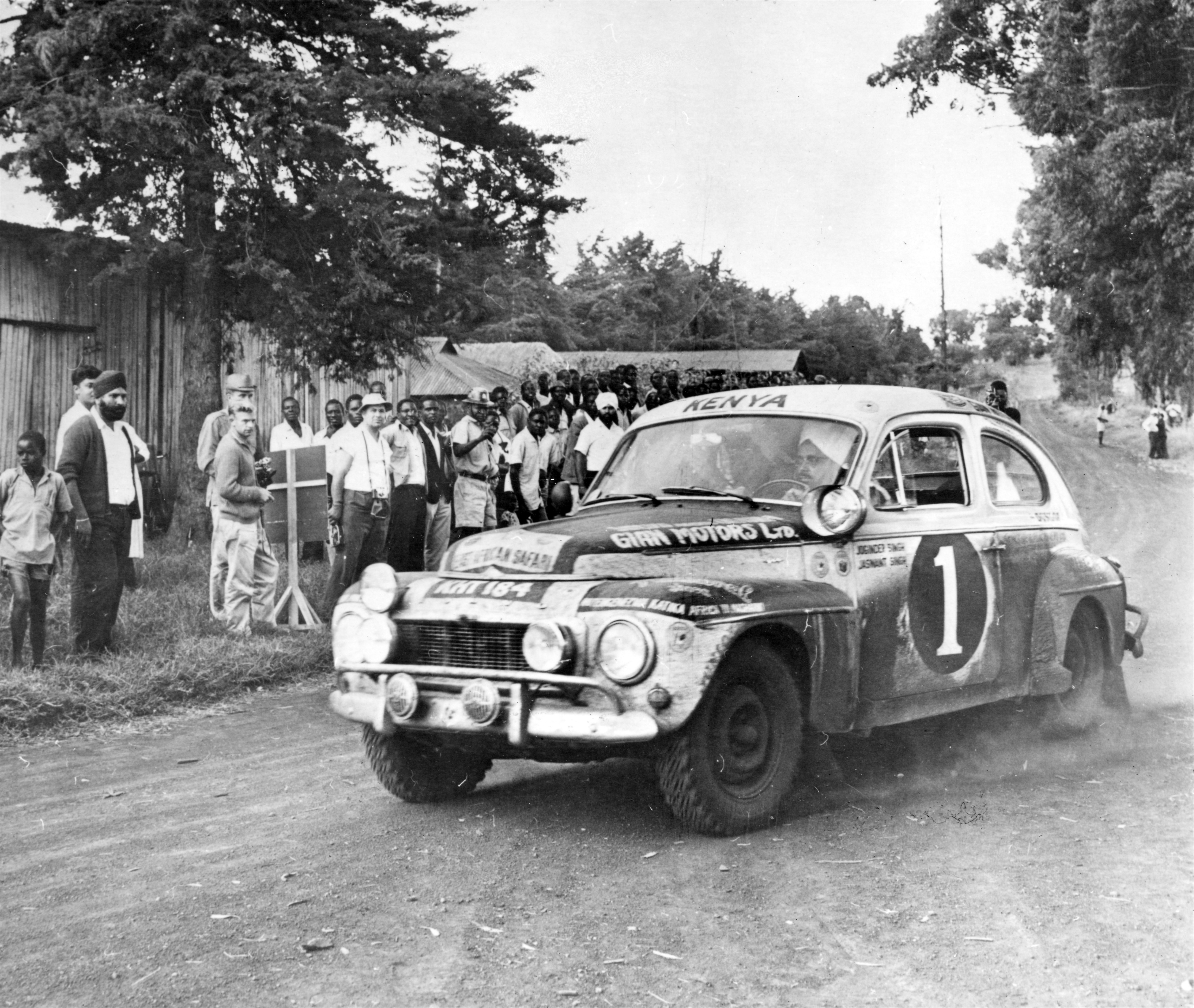
1965年サファリ・ラリー

世界ラリー選手権（WRC）の1イベントとして古くから知られ、日本車勢の活躍でも馴染みの深いサファリ・ラリーは、元々は植民地時代のケニアで、エリザベス2世の即位を祝う国内ラリーイベントとして誕生した。

### 料理
レーンヌ・エリザベス
1975年の訪日の際に日本で考案された料理。

## 系譜
| \| \| \| \| \| \| \| \| \| \| \| \| \| \| \| \| \| \| \| \| 16. ザクセン＝コーブルク＝ゴータ公子アルバート \| \| \| \| \| \| \| \| \| \| \| \| \| \| \| \| \| \| \| \| \| \| \| \| \| \| \| \| \| \| \| \| \| \| \| \| \| \| \| \| \| \| \| \| \| \| \| \| \| \| \| \| \| \| 8. イギリス国王エドワード7世 \| \| \| \| \| \| \| \| \| \| \| \| \| \| \| \| \| \| \| \| \| \| \| \| \| \| \| \| \| \| \| \| \| \| \| \| \| \| \| \| \| \| \| \| \| \| \| \| \| \| \| \| \| \| 17. イギリス女王ヴィクトリア \| \| \| \| \| \| \| \| \| \| \| \| \| \| \| \| \| \| \| \| \| \| \| \| \| \| \| \| \| \| \| \| \| \| \| \| \| \| \| \| \| \| \| \| \| \| \| \| \| \| \| \| \| \| 4. イギリス国王ジョージ5世 \| \| \| \| \| \| \| \| \| \| \| \| \| \| \| \| \| \| \| \| \| \| \| \| \| \| \| \| \| \| \| \| \| \| \| \| \| \| \| \| \| \| \| \| \| \| \| \| \| \| \| \| \| \| 18. デンマーク国王クリスチャン9世 \| \| \| \| \| \| \| \| \| \| \| \| \| \| \| \| \| \| \| \| \| \| \| \| \| \| \| \| \| \| \| \| \| \| \| \| \| \| \| \| \| \| \| \| \| \| \| \| \| \| \| \| \| \| 9. デンマーク王女アレクサンドラ \| \| \| \| \| \| \| \| \| \| \| \| \| \| \| \| \| \| \| \| \| \| \| \| \| \| \| \| \| \| \| \| \| \| \| \| \| \| \| \| \| \| \| \| \| \| \| \| \| \| \| \| \| \| 19. ヘッセン＝カッセル＝ルンペンハイム方伯女ルイーゼ \| \| \| \| \| \| \| \| \| \| \| \| \| \| \| \| \| \| \| \| \| \| \| \| \| \| \| \| \| \| \| \| \| \| \| \| \| \| \| \| \| \| \| \| \| \| \| \| \| \| \| \| \| \| 2. イギリス国王ジョージ6世 \| \| \| \| \| \| \| \| \| \| \| \| \| \| \| \| \| \| \| \| \| \| \| \| \| \| \| \| \| \| \| \| \| \| \| \| \| \| \| \| \| \| \| \| \| \| \| \| \| \| \| \| \| \| 20. ヴュルテンベルク公アレクサンダー \| \| \| \| \| \| \| \| \| \| \| \| \| \| \| \| \| \| \| \| \| \| \| \| \| \| \| \| \| \| \| \| \| \| \| \| \| \| \| \| \| \| \| \| \| \| \| \| \| \| \| \| \| \| 10.テック公フランツ \| \| \| \| \| \| \| \| \| \| \| \| \| \| \| \| \| \| \| \| \| \| \| \| \| \| \| \| \| \| \| \| \| \| \| \| \| \| \| \| \| \| \| \| \| \| \| \| \| \| \| \| \| \| 21. レーデイ・ラースロー伯女クラウディア \| \| \| \| \| \| \| \| \| \| \| \| \| \| \| \| \| \| \| \| \| \| \| \| \| \| \| \| \| \| \| \| \| \| \| \| \| \| \| \| \| \| \| \| \| \| \| \| \| \| \| \| \| \| 5. テック公女メアリー \| \| \| \| \| \| \| \| \| \| \| \| \| \| \| \| \| \| \| \| \| \| \| \| \| \| \| \| \| \| \| \| \| \| \| \| \| \| \| \| \| \| \| \| \| \| \| \| \| \| \| \| \| \| 22. ケンブリッジ公アドルファス \| \| \| \| \| \| \| \| \| \| \| \| \| \| \| \| \| \| \| \| \| \| \| \| \| \| \| \| \| \| \| \| \| \| \| \| \| \| \| \| \| \| \| \| \| \| \| \| \| \| \| \| \| \| 11. ケンブリッジ公女メアリー・アデレード \| \| \| \| \| \| \| \| \| \| \| \| \| \| \| \| \| \| \| \| \| \| \| \| \| \| \| \| \| \| \| \| \| \| \| \| \| \| \| \| \| \| \| \| \| \| \| \| \| \| \| \| \| \| 23. ヘッセン＝カッセル＝ルンペンハイム方伯女アウグステ \| \| \| \| \| \| \| \| \| \| \| \| \| \| \| \| \| \| \| \| \| \| \| \| \| \| \| \| \| \| \| \| \| \| \| \| \| \| \| \| \| \| \| \| \| \| \| \| \| \| \| \| \| \| 1. イギリス女王エリザベス2世 \| \| \| \| \| \| \| \| \| \| \| \| \| \| \| \| \| \| \| \| \| \| \| \| \| \| \| \| \| \| \| \| \| \| \| \| \| \| \| \| \| \| \| \| \| \| \| \| \| \| \| \| \| \| 24. グラームズ卿トマス・ボーズ＝ライアン \| \| \| \| \| \| \| \| \| \| \| \| \| \| \| \| \| \| \| \| \| \| \| \| \| \| \| \| \| \| \| \| \| \| \| \| \| \| \| \| \| \| \| \| \| \| \| \| \| \| \| \| \| \| 12. ストラスモア伯爵クロード \| \| \| \| \| \| \| \| \| \| \| \| \| \| \| \| \| \| \| \| \| \| \| \| \| \| \| \| \| \| \| \| \| \| \| \| \| \| \| \| \| \| \| \| \| \| \| \| \| \| \| \| \| \| 25. シャーロット \| \| \| \| \| \| \| \| \| \| \| \| \| \| \| \| \| \| \| \| \| \| \| \| \| \| \| \| \| \| \| \| \| \| \| \| \| \| \| \| \| \| \| \| \| \| \| \| \| \| \| \| \| \| 6. ストラスモア伯爵クロード・ジョージ \| \| \| \| \| \| \| \| \| \| \| \| \| \| \| \| \| \| \| \| \| \| \| \| \| \| \| \| \| \| \| \| \| \| \| \| \| \| \| \| \| \| \| \| \| \| \| \| \| \| \| \| \| \| 26. オズワルド・スミス \| \| \| \| \| \| \| \| \| \| \| \| \| \| \| \| \| \| \| \| \| \| \| \| \| \| \| \| \| \| \| \| \| \| \| \| \| \| \| \| \| \| \| \| \| \| \| \| \| \| \| \| \| \| 13. フランシス・ドーラ \| \| \| \| \| \| \| \| \| \| \| \| \| \| \| \| \| \| \| \| \| \| \| \| \| \| \| \| \| \| \| \| \| \| \| \| \| \| \| \| \| \| \| \| \| \| \| \| \| \| \| \| \| \| 27. ヘンリエッタ・ミルドレット \| \| \| \| \| \| \| \| \| \| \| \| \| \| \| \| \| \| \| \| \| \| \| \| \| \| \| \| \| \| \| \| \| \| \| \| \| \| \| \| \| \| \| \| \| \| \| \| \| \| \| \| \| \| 3. ストラスモア伯女エリザベス \| \| \| \| \| \| \| \| \| \| \| \| \| \| \| \| \| \| \| \| \| \| \| \| \| \| \| \| \| \| \| \| \| \| \| \| \| \| \| \| \| \| \| \| \| \| \| \| \| \| \| \| \| \| 28. チャールズ・キャヴェンディッシュ＝ベンティンク卿 \| \| \| \| \| \| \| \| \| \| \| \| \| \| \| \| \| \| \| \| \| \| \| \| \| \| \| \| \| \| \| \| \| \| \| \| \| \| \| \| \| \| \| \| \| \| \| \| \| \| \| \| \| \| 14. チャールズ・キャヴェンディッシュ＝ベンティンク \| \| \| \| \| \| \| \| \| \| \| \| \| \| \| \| \| \| \| \| \| \| \| \| \| \| \| \| \| \| \| \| \| \| \| \| \| \| \| \| \| \| \| \| \| \| \| \| \| \| \| \| \| \| 29. アン \| \| \| \| \| \| \| \| \| \| \| \| \| \| \| \| \| \| \| \| \| \| \| \| \| \| \| \| \| \| \| \| \| \| \| \| \| \| \| \| \| \| \| \| \| \| \| \| \| \| \| \| \| \| 7. セシリア・ニーナ \| \| \| \| \| \| \| \| \| \| \| \| \| \| \| \| \| \| \| \| \| \| \| \| \| \| \| \| \| \| \| \| \| \| \| \| \| \| \| \| \| \| \| \| \| \| \| \| \| \| \| \| \| \| 30. エドウィン・バーナビー \| \| \| \| \| \| \| \| \| \| \| \| \| \| \| \| \| \| \| \| \| \| \| \| \| \| \| \| \| \| \| \| \| \| \| \| \| \| \| \| \| \| \| \| \| \| \| \| \| \| \| \| \| \| 15. キャロライン・ルイーザ \| \| \| \| \| \| \| \| \| \| \| \| \| \| \| \| \| \| \| \| \| \| \| \| \| \| \| \| \| \| \| \| \| \| \| \| \| \| \| \| \| \| \| \| \| \| \| \| \| \| \| \| \| \| 31. アン・キャロライン \| \| \| \| \| \| \| \| \| \| \| \| \| \| \| \| \| \| \| \| \| \| \| \| \| \| \| \| \| \| \| \| \| \| \| \| \| \| \| \| \| \| \| \| \| \| \| \| \| \| \| \| |                                                        |  |  |  |  |  |  |  |  |  |  |  |  |  |  |  |
| |                                                        |  |  |  |  |  |  |  |  |  |  |  |  |  |  |  |
| | 16. ザクセン＝コーブルク＝ゴータ公子アルバート         |  |  |  |  |  |  |  |  |  |  |  |  |  |  |  |
| |                                                        |  |  |  |  |  |  |  |  |  |  |  |  |  |  |  |
| |                                                        |  |  |  |  |  |  |  |  |  |  |  |  |  |  |  |
| | 8. イギリス国王エドワード7世                           |  |  |  |  |  |  |  |  |  |  |  |  |  |  |  |
| |                                                        |  |  |  |  |  |  |  |  |  |  |  |  |  |  |  |
| |                                                        |  |  |  |  |  |  |  |  |  |  |  |  |  |  |  |
| | 17. イギリス女王ヴィクトリア                           |  |  |  |  |  |  |  |  |  |  |  |  |  |  |  |
| |                                                        |  |  |  |  |  |  |  |  |  |  |  |  |  |  |  |
| |                                                        |  |  |  |  |  |  |  |  |  |  |  |  |  |  |  |
| | 4. イギリス国王ジョージ5世                             |  |  |  |  |  |  |  |  |  |  |  |  |  |  |  |
| |                                                        |  |  |  |  |  |  |  |  |  |  |  |  |  |  |  |
| |                                                        |  |  |  |  |  |  |  |  |  |  |  |  |  |  |  |
| | 18. デンマーク国王クリスチャン9世                      |  |  |  |  |  |  |  |  |  |  |  |  |  |  |  |
| |                                                        |  |  |  |  |  |  |  |  |  |  |  |  |  |  |  |
| |                                                        |  |  |  |  |  |  |  |  |  |  |  |  |  |  |  |
| | 9. デンマーク王女アレクサンドラ                        |  |  |  |  |  |  |  |  |  |  |  |  |  |  |  |
| |                                                        |  |  |  |  |  |  |  |  |  |  |  |  |  |  |  |
| |                                                        |  |  |  |  |  |  |  |  |  |  |  |  |  |  |  |
| | 19. ヘッセン＝カッセル＝ルンペンハイム方伯女ルイーゼ   |  |  |  |  |  |  |  |  |  |  |  |  |  |  |  |
| |                                                        |  |  |  |  |  |  |  |  |  |  |  |  |  |  |  |
| |                                                        |  |  |  |  |  |  |  |  |  |  |  |  |  |  |  |
| | 2. イギリス国王ジョージ6世                             |  |  |  |  |  |  |  |  |  |  |  |  |  |  |  |
| |                                                        |  |  |  |  |  |  |  |  |  |  |  |  |  |  |  |
| |                                                        |  |  |  |  |  |  |  |  |  |  |  |  |  |  |  |
| | 20. ヴュルテンベルク公アレクサンダー                   |  |  |  |  |  |  |  |  |  |  |  |  |  |  |  |
| |                                                        |  |  |  |  |  |  |  |  |  |  |  |  |  |  |  |
| |                                                        |  |  |  |  |  |  |  |  |  |  |  |  |  |  |  |
| | 10.テック公フランツ                                    |  |  |  |  |  |  |  |  |  |  |  |  |  |  |  |
| |                                                        |  |  |  |  |  |  |  |  |  |  |  |  |  |  |  |
| |                                                        |  |  |  |  |  |  |  |  |  |  |  |  |  |  |  |
| | 21. レーデイ・ラースロー伯女クラウディア               |  |  |  |  |  |  |  |  |  |  |  |  |  |  |  |
| |                                                        |  |  |  |  |  |  |  |  |  |  |  |  |  |  |  |
| |                                                        |  |  |  |  |  |  |  |  |  |  |  |  |  |  |  |
| | 5. テック公女メアリー                                  |  |  |  |  |  |  |  |  |  |  |  |  |  |  |  |
| |                                                        |  |  |  |  |  |  |  |  |  |  |  |  |  |  |  |
| |                                                        |  |  |  |  |  |  |  |  |  |  |  |  |  |  |  |
| | 22. ケンブリッジ公アドルファス                         |  |  |  |  |  |  |  |  |  |  |  |  |  |  |  |
| |                                                        |  |  |  |  |  |  |  |  |  |  |  |  |  |  |  |
| |                                                        |  |  |  |  |  |  |  |  |  |  |  |  |  |  |  |
| | 11. ケンブリッジ公女メアリー・アデレード               |  |  |  |  |  |  |  |  |  |  |  |  |  |  |  |
| |                                                        |  |  |  |  |  |  |  |  |  |  |  |  |  |  |  |
| |                                                        |  |  |  |  |  |  |  |  |  |  |  |  |  |  |  |
| | 23. ヘッセン＝カッセル＝ルンペンハイム方伯女アウグステ |  |  |  |  |  |  |  |  |  |  |  |  |  |  |  |
| |                                                        |  |  |  |  |  |  |  |  |  |  |  |  |  |  |  |
| |                                                        |  |  |  |  |  |  |  |  |  |  |  |  |  |  |  |
| | 1. イギリス女王エリザベス2世                           |  |  |  |  |  |  |  |  |  |  |  |  |  |  |  |
| |                                                        |  |  |  |  |  |  |  |  |  |  |  |  |  |  |  |
| |                                                        |  |  |  |  |  |  |  |  |  |  |  |  |  |  |  |
| | 24. グラームズ卿トマス・ボーズ＝ライアン               |  |  |  |  |  |  |  |  |  |  |  |  |  |  |  |
| |                                                        |  |  |  |  |  |  |  |  |  |  |  |  |  |  |  |
| |                                                        |  |  |  |  |  |  |  |  |  |  |  |  |  |  |  |
| | 12. ストラスモア伯爵クロード                           |  |  |  |  |  |  |  |  |  |  |  |  |  |  |  |
| |                                                        |  |  |  |  |  |  |  |  |  |  |  |  |  |  |  |
| |                                                        |  |  |  |  |  |  |  |  |  |  |  |  |  |  |  |
| | 25. シャーロット                                       |  |  |  |  |  |  |  |  |  |  |  |  |  |  |  |
| |                                                        |  |  |  |  |  |  |  |  |  |  |  |  |  |  |  |
| |                                                        |  |  |  |  |  |  |  |  |  |  |  |  |  |  |  |
| | 6. ストラスモア伯爵クロード・ジョージ                  |  |  |  |  |  |  |  |  |  |  |  |  |  |  |  |
| |                                                        |  |  |  |  |  |  |  |  |  |  |  |  |  |  |  |
| |                                                        |  |  |  |  |  |  |  |  |  |  |  |  |  |  |  |
| | 26. オズワルド・スミス                                 |  |  |  |  |  |  |  |  |  |  |  |  |  |  |  |
| |                                                        |  |  |  |  |  |  |  |  |  |  |  |  |  |  |  |
| |                                                        |  |  |  |  |  |  |  |  |  |  |  |  |  |  |  |
| | 13. フランシス・ドーラ                                 |  |  |  |  |  |  |  |  |  |  |  |  |  |  |  |
| |                                                        |  |  |  |  |  |  |  |  |  |  |  |  |  |  |  |
| |                                                        |  |  |  |  |  |  |  |  |  |  |  |  |  |  |  |
| | 27. ヘンリエッタ・ミルドレット                         |  |  |  |  |  |  |  |  |  |  |  |  |  |  |  |
| |                                                        |  |  |  |  |  |  |  |  |  |  |  |  |  |  |  |
| |                                                        |  |  |  |  |  |  |  |  |  |  |  |  |  |  |  |
| | 3. ストラスモア伯女エリザベス                          |  |  |  |  |  |  |  |  |  |  |  |  |  |  |  |
| |                                                        |  |  |  |  |  |  |  |  |  |  |  |  |  |  |  |
| |                                                        |  |  |  |  |  |  |  |  |  |  |  |  |  |  |  |
| | 28. チャールズ・キャヴェンディッシュ＝ベンティンク卿   |  |  |  |  |  |  |  |  |  |  |  |  |  |  |  |
| |                                                        |  |  |  |  |  |  |  |  |  |  |  |  |  |  |  |
| |                                                        |  |  |  |  |  |  |  |  |  |  |  |  |  |  |  |
| | 14. チャールズ・キャヴェンディッシュ＝ベンティンク     |  |  |  |  |  |  |  |  |  |  |  |  |  |  |  |
| |                                                        |  |  |  |  |  |  |  |  |  |  |  |  |  |  |  |
| |                                                        |  |  |  |  |  |  |  |  |  |  |  |  |  |  |  |
| | 29. アン                                               |  |  |  |  |  |  |  |  |  |  |  |  |  |  |  |
| |                                                        |  |  |  |  |  |  |  |  |  |  |  |  |  |  |  |
| |                                                        |  |  |  |  |  |  |  |  |  |  |  |  |  |  |  |
| | 7. セシリア・ニーナ                                    |  |  |  |  |  |  |  |  |  |  |  |  |  |  |  |
| |                                                        |  |  |  |  |  |  |  |  |  |  |  |  |  |  |  |
| |                                                        |  |  |  |  |  |  |  |  |  |  |  |  |  |  |  |
| | 30. エドウィン・バーナビー                             |  |  |  |  |  |  |  |  |  |  |  |  |  |  |  |
| |                                                        |  |  |  |  |  |  |  |  |  |  |  |  |  |  |  |
| |                                                        |  |  |  |  |  |  |  |  |  |  |  |  |  |  |  |
| | 15. キャロライン・ルイーザ                             |  |  |  |  |  |  |  |  |  |  |  |  |  |  |  |
| |                                                        |  |  |  |  |  |  |  |  |  |  |  |  |  |  |  |
| |                                                        |  |  |  |  |  |  |  |  |  |  |  |  |  |  |  |
| | 31. アン・キャロライン                                 |  |  |  |  |  |  |  |  |  |  |  |  |  |  |  |
| |                                                        |  |  |  |  |  |  |  |  |  |  |  |  |  |  |  |
| |                                                        |  |  |  |  |  |  |  |  |  |  |  |  |  |  |  |

### 系図
- 赤枠の人物は、存命中。
- 黒枠の人物は、故人。
- 太枠の人物は、イギリス君主の子女。

### 公式
- Queen Elizabeth（エリザベス女王） - イギリス王室公式サイト （英語）
- カナダ版公式サイト （英語）

### その他
- エリザベス女王 戴冠式 - NHK放送史（1953年6月2日）（日本語）
- エリザベス女王　来日 - NHK放送史（1975年5月7日から12日）（日本語）
- 生中継　エリザベス英女王来日　NHKご訪問 - NHK放送史 （日本語）
- 【エリザベス女王を偲ぶ】日英の絆"女王のスピーチ"(1975年) Remembering Queen Elizabeth II: "The Queen's Speech" in Japan(1975) - YouTube（日テレNEWS）
- 【全行程】1975年 エリザベス女王来日 2kmのパレード 沿道の11万人に手を振り続け(2022年9月13日)【映像記録　news archive】 - YouTube（ANNnewsCH）
- エリザベス2世 - Google Arts & Culture
- Queen Elizabeth II's profile（女王エリザベス2世のプロフィール） - 英国放送協会（BBC） （英語）
- Queen Elizabeth II - ナショナル・ポートレート・ギャラリー （英語）
- Queen Elizabeth II - IMDb（英語）
- エリザベス2世 - C-SPAN（英語）
- The Christmas Broadcast, 1957 - YouTube  1957年、女王の初めてのテレビ放送によるクリスマスメッセージを視聴することが出来る。（英語）
- The Queen's Christmas Broadcast 2020 - YouTube （英語）
- James Bond and The Queen London 2012 Performance - YouTube・オリンピックチャンネル（英語）

| エリザベス2世 ウィンザー朝 ヴェッティン家分家 1926年4月21日 - 2022年9月8日 |                                                            |                          |
| 爵位・家督                                                                 |                                                            |                          |
| 先代 ジョージ6世                                                           | 連合王国女王 第9代：1952年 - 2022年                        | 次代 チャールズ3世       |
| 先代 ジョージ6世                                                           | カナダ女王 第6代：1952年 - 2022年                          | 次代 チャールズ3世       |
| 先代 ジョージ6世                                                           | オーストラリア女王 第6代：1952年 - 2022年                  | 次代 チャールズ3世       |
| 先代 ジョージ6世                                                           | ニュージーランド女王 第5代：1952年 - 2022年                | 次代 チャールズ3世       |
| 先代 ジョージ6世                                                           | パキスタン女王 第2代：1952年 – 1956年                      | （共和制移行により廃止） |
| 先代 ジョージ6世                                                           | 南アフリカ連邦女王 第4代：1952年 – 1961年                  | （共和制移行により廃止） |
| 先代 ジョージ6世                                                           | セイロン女王 第2代：1952年 – 1972年                        | （共和制移行により廃止） |
| 先代 自分自身 連合王国女王として                                           | ガーナ女王 1956年 – 1960年                                 | （共和制移行により廃止） |
| 先代 自分自身 連合王国女王として                                           | ナイジェリア女王 1960年 - 1963年                           | （共和制移行により廃止） |
| 先代 自分自身 連合王国女王として                                           | シエラレオネ女王 1961年 - 1971年                           | （共和制移行により廃止） |
| 先代 自分自身 連合王国女王として                                           | タンガニーカ女王 1961年 - 1962年                           | （共和制移行により廃止） |
| 先代 自分自身 連合王国女王として                                           | ジャマイカ女王 初代：1962年 - 2022年                       | 次代 チャールズ3世       |
| 先代 自分自身 連合王国女王として                                           | トリニダード・トバゴ女王 1962年 - 1976年                   | （共和制移行により廃止） |
| 先代 自分自身 連合王国女王として                                           | ウガンダ女王 1962年 - 1963年                               | （共和制移行により廃止） |
| 先代 自分自身 連合王国女王として                                           | ケニア女王 1963年 – 1964年                                 | （共和制移行により廃止） |
| 先代 自分自身 連合王国女王として                                           | マラウイ女王 1964年 – 1966年                               | （共和制移行により廃止） |
| 先代 自分自身 連合王国女王として                                           | マルタ女王 1964年 – 1974年                                 | （共和制移行により廃止） |
| 先代 自分自身 連合王国女王として                                           | ガンビア女王 1965年 – 1970年                               | （共和制移行により廃止） |
| 先代 自分自身 連合王国女王として                                           | ガイアナ女王 1966年 – 1970年                               | （共和制移行により廃止） |
| 先代 自分自身 連合王国女王として                                           | バルバドス女王 1966年 - 2021年                             | （共和制移行により廃止） |
| 先代 自分自身 連合王国女王として                                           | モーリシャス女王 1968年 – 1992年                           | （共和制移行により廃止） |
| 先代 自分自身 連合王国女王として                                           | フィジー女王 1970年 – 1987年                               | （共和制移行により廃止） |
| 先代 自分自身 連合王国女王として                                           | バハマ女王 初代：1973年 - 2022年                           | 次代 チャールズ3世       |
| 先代 自分自身 連合王国女王として                                           | グレナダ女王 初代：1974年 - 2022年                         | 次代 チャールズ3世       |
| 先代 自分自身 連合王国女王として                                           | パプアニューギニア女王 初代：1975年 - 2022年               | 次代 チャールズ3世       |
| 先代 自分自身 連合王国女王として                                           | ソロモン諸島女王 初代：1978年 - 2022年                     | 次代 チャールズ3世       |
| 先代 自分自身 連合王国女王として                                           | ツバル女王 初代：1978年 - 2022年                           | 次代 チャールズ3世       |
| 先代 自分自身 連合王国女王として                                           | セントルシア女王 初代：1979年 - 2022年                     | 次代 チャールズ3世       |
| 先代 自分自身 連合王国女王として                                           | セントビンセント・グレナディーン女王 初代：1979年 - 2022年 | 次代 チャールズ3世       |
| 先代 自分自身 連合王国女王として                                           | ベリーズ女王 初代：1981年 - 2022年                         | 次代 チャールズ3世       |
| 先代 自分自身 連合王国女王として                                           | アンティグア・バーブーダ女王 初代：1981年 - 2022年         | 次代 チャールズ3世       |
| 先代 自分自身 連合王国女王として                                           | セントクリストファー・ネイビス女王 初代：1983年 - 2022年   | 次代 チャールズ3世       |
| 職能団体・学会職                                                           |                                                            |                          |
| 先代 ベネット子爵                                                          | 科学技術産業振興協会会長 1947年 – 1952年                   | 次代 エディンバラ公爵    |